# Esztergom története
A ma Komárom-Esztergom vármegyei Esztergom település már Árpád-ház korában nagyon fontos szerepet játszott a magyarság történelmében, amit részben kitűnő földrajzi elhelyezkedésének köszönhetett. Másrészt itt alapították meg Magyarország első érsekségét, ami különleges politikai hatalmat adott a mindenkori esztergomi érsek kezébe, főleg a királykoronázások szempontjából. A szabad királyi város rangú Esztergom a török hódítás alatt szinte elnéptelenedett. Habár a várost újjáépítették, és visszakapta a szabad királyi város címét is, a törökök kiűzése után elvesztette jelentőségét.

## Az őskortól a városalapításig
Esztergom területe már a prehisztorikus időkben lakott hely volt. A Várhegyen és környékén 18-20 ezeréves településnyomokat tártak fel. Ettől az időtől kezdve a terület folyamatosan lakott hely. Időszámításunk kezdetén az itt élő keltákat a rómaiak hódították meg, akik a Duna-szakasz legsűrűbb láncolatát ezen a vidéken építették ki. 10-20 kilométerenként erődítményeket építettek, amikben jelentős számú katona állomásozott. A várhegy keleti oldalán a kvádok ellen Solva néven castrumot építettek egy virágzó várossal, katonai táborral, dunai átkelőhellyel. Solva lakóinak 121-ben Hadrianus császár római polgárjogot is adományozott, és itt írta a 2. század jelentős filozófusa, Marcus Aurelius császár az Elmélkedések 12. kötetét.
Az 5. század elején hanyatlásnak indult Pannónia provincia és vele Esztergom környéke is. Ezután előbb a hunok (410 környékén), illetve az avarok (568) telepedtek le a területen, amiről sok lelet tanúskodik. A Nibelung-ének szerint. Attila hun uralkodó is megfordult Esztergomban (Gran). A területen egészen a 9. századig nem történt újból kőből való építkezés.

### Pilis-probléma
Az ún. Pilis-kutatók szerint a város nem a mai helyén létezett, hanem a Dunakanyar más pontján, esetleg a folyó átellenes oldalán. A város neve kapcsán is kérdések merültek fel.

## Gézától a magyar állam megszilárdulásáig

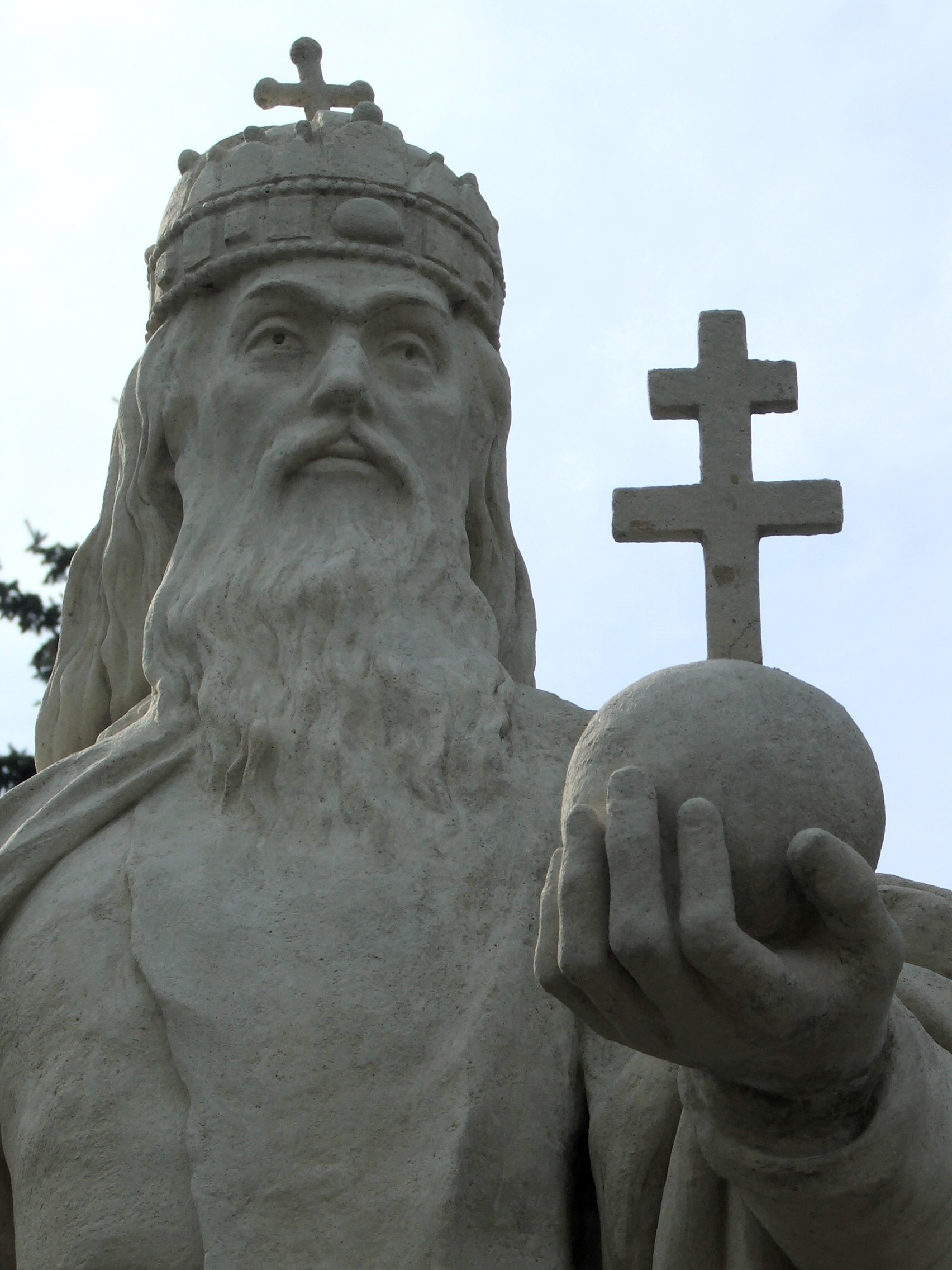
Szent István király alakja az Országalmával és a Szent Koronával a Széchenyi téren található Szentháromság-szobron

A magyarok 900-ban foglalták el a területet, a Tarján és Kürt-Gyarmat törzs szállt meg itt. A 960-as években Géza fejedelem új, állandó székhelyének Esztergomot választotta meg. A város a 10–11. században vált Székesfehérvárral szemben országos központtá. Ezen a helyen, ahol „a Duna sok vidék gazdagságát hordja össze”, építette fel a korábbi római erőd alapjaira hegyi kővárát, hozzá a lakótornyot, Szent István vértanú templomát 972-ben. A vár alatt létesült az az iparos- és kereskedőtelep, amely egyben a Duna hajóforgalmának vámolóhelyéül is szolgált. A középkorban a város lakossága elérte a tízezer főt, ami az európai nagyvárosok közé emelte a királyi és érseki székhelyet. Géza az Esztergomot metsző észak–déli útról kiindulva hajtotta uralma alá a nyugati és keleti országrészeket. Egyes feltételezések szerint itt születhetett a város 972-es megalapítása után 975 körül Vajk, azaz Szent István király, akit itt is keresztelhettek meg. Bár hercegi székét Nyitrán tartotta, apja halála után Esztergomba hívatta össze a főembereket és a vitézeket, és maga is ide vonult seregével Koppány támadásának hírére. Az itt jelenlévő hívei jelenlétében nagyfejedelemmé tétette magát. A Koppány-féle lázadás leverése után az esztergomi fejedelmi székhelyen tűzette ki Koppány egyes testrészeit.

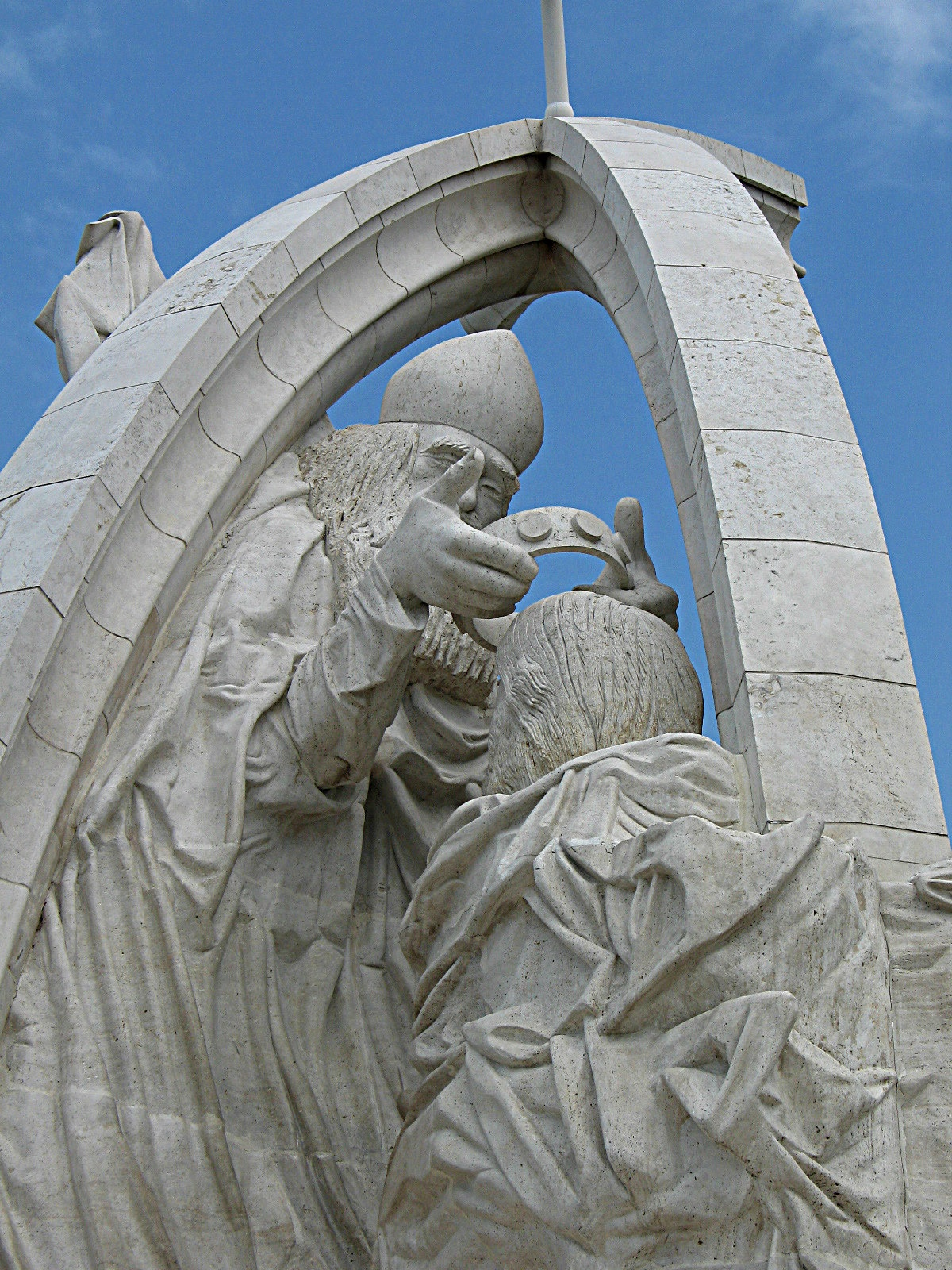
Melocco Miklós szobrász 2001-es munkája, István megkoronázása címen. István esztergomi koránázását ábrázolja a Várhegy északi rondelláján

I. István 1000. december 25-i koronázásának egyik feltételezett helyszíne Esztergom. 1001-ben Ravennában a pápa jelenlétében került sor az esztergomi érsekség alapkőletételére. Ezzel Esztergom az ország vallási központjává vált. Az István által alapított Esztergom vármegye központja és érseki székhely. Az esztergomi érsek 1010-től Magyarország legmagasabb katolikus egyházi tisztsége. István székesegyházat emeltetett a Várhegyen, amelyet a bérmálását végző pap tiszteletére Szent Adalbert-templomnak nevezett el. Ez volt hazánk legelső székesegyháza, az első bazilika, amely azonban már a 12. század végén leégett. A 11. században épült a Zeniapalotaia, vagy Szennye-palota, a királyi palota, ahol III. Béla uralkodásáig az uralkodók laktak, és a tatárjárás utáni tulajdonosai is rendre világi előkelők voltak. Esztergom folyamatos harcoknak volt kitéve, 1030-ban Konrád császár rátámad Istvánra. Míg ő a határszéli megyéket támadta meg, a vele szövetséges csehek egészen Esztergomig nyomultak. István 1031-ben itt kötötte meg a békét III. Henrik császárral. István halála után az elűzött Orseolo Péter egészen Esztergomig pusztított 1042-ben, de Aba Sámuel közeledtének hírére visszavonult. Miután német befolyással Salamon került a magyar trónra, a hercegek lázadozni kezdtek, de 1073-ban Esztergomban összegyűltek, majd mindegyikük 8-8 főemberével egy közeli Duna-szigeten hosszas tanácskozás után békét kötöttek.
1075-ben már rév kötötte össze a várost a Duna túloldalával. Ekkor volt Kakath első okleveles említése is. 1131-ben olyan háborús hírek terjedtek a városban, hogy a salzburgi érsek a magyar portyázásokat megtorolva egészen Esztergomig mindent elpusztít. Az érsek seregei helyett azonban követét küldette Felicián esztergomi érsekhez, azt tudakolván, hogy II. Béla fenn kívánja-e tartani a békét. A 13. század elejéig itt működött az ország egyetlen pénzverdéje, bár próbálták a pénzverést decentralizálni az országban. A pénzeken kezdetben olvasható „Regia Civitas” (Királyi Város) feliratot Salamon idején kezdte felváltani a Pannonia felirat. Könyves Kálmán idejében az Esztergomban állomásozó seregben, illetve a testőrségben sok orosz katonáskodott, akik letelepedtek a város körüli falvakban. Kálmán vezette be azt a gyakorlatot, hogy a vármegyerendszerből befolyó jövedelmeket, amelyeket az ország minden részén beszednek, az ispán Esztergomba küldje, és csak itt vehetik ki belőle részüket az ispánok és a századosok. A király távollétében tartotta Lőrinc esztergomi érsek tíz püspökével az esztergomi zsinatot, amelyen a magyar egyház rendjét szabályozták, ami a papokon keresztül olyan területekre is kiterjeszkedett, amely az egész magyar társadalmat érintette. A világi vallás ugyanis az ítélkezés jelentékeny részét átengedte az egyháznak, legalábbis a vallás által tiltott bűnök feletti ítélkezést.
Esztergomban fogadta 1147-ben II. Géza király III. Konrád német királyt, aki hajókon vonult el Esztergom mellett, míg seregeinek egy része a szárazon tette meg az utat, közben pénzt csikart ki a monostoroktól és az egyházaktól. Őt VII. Lajos francia király keresztes hadai követték. A velük utazó tudósítók, történetírók mind kiemelik a város jelentőségét és gazdagságát. 1188-ban a várban és a székesegyházban tűzvész pusztított, és ennek következtében azok teljesen leégtek. Az újjáépítést III. Béla kezdte meg francia és bizánci hatásra. A Várhegy déli végén bővítette a várat, illetve kőfallal vetette körbe azt. 1189-ben már itt fogadta Barbarossa Frigyes császárt, aki százezres seregével indult a Szentföldre. Mivel a magyar udvar félt a németektől, kitüntető szívélyességgel fogadták az uralkodót. Frigyes ajándékokat kapott Bélától, és egy pompásan berendezett négyszemélyes sátrat Esztergomban. Lübecki Arnold, Barbarossa Frigyes történetírója egyenesen a magyarok fővárosának (…„quae Ungarorum est metropolis”…) nevezi Esztergomot. A fürdőkultúra III. Béla idejében jelent meg Magyarországon, Esztergomban. Ez az akkori Európában párját ritkító dolog volt. A középkorban, de a reneszánsz idején sem volt elterjedt fürdőkultúra még Itáliában, Rómában sem. III. Béla első felesége Bizáncból, a Kelet-római Birodalom fővárosából érkezett. Antiochiai Anna királyné alapította az ország első közfürdőjét – balnea communia – a mai Szent István Strandfürdő helyén, az artézi források közelében. Itt a 19. század elejéig melegvizű tó – a Hévíz-tó – volt. IV. Béla királyunk 1238-ban a Keresztes Lovagrend esztergomi rendházának adományozta a fürdőt. Gyógyvize ezután a kórház, a rendház és a környék szükségletét elégítette ki. A városban az építkezés királyi, polgári, de mindenekelőtt érseki volt.

## A város az egyház tulajdonában
A 12–13. század fordulójától kezdve Esztergom városias fejlődése az egyházi befolyás növekedése következtében megtorpant. A várban lévő, de még be nem fejezett királyi palotát Imre király 1198-ban az érseknek adta át, de a királyi udvar ténylegesen csak 1249-ben költözött onnan el. A 13. században az udvarnoki városrész fokozatosan az esztergomi káptalan kezébe csúszott át. Tulajdonjoga bizonyítására 1221 előtt az esztergomi káptalan két oklevelet hamisíttatott Imre király nevére. Az egyik 1202-re datált hamis oklevél szerint Imre a vásárhelyet a leírt határok között levő telkekkel, épületekkel és lakosokkal az egyháznak adja, népeit elkülöníti a latin településétől, továbbá az így nyert népeket adózási és bíráskodási szempontból is az esztergomi egyháznak veti alá. A király nevére szóló 1202-re hamisított oklevél megerősíti az előző évről szóló fiktív adományt, továbbá az egyháznak adja a Szent Lőrinc templom mellett fekvő földet.
1221-ben a káptalan pert nyert a királyi udvarnokok tulajdonjogát illetően, és ettől kezdve jogilag is a káptalan birtokát képezte. Népei az egyház alattvalói lettek. Az egyházi túlsúlyt még két további mozzanat biztosította. A latin települést körös-körül egyházi birtok övezte. IV. Béla király 1239-ben a várhegy tövében egy érseki város alapításához járult hozzá, mivel az érseknek nem volt a közelben városa, ahol magát és egyházát megvédhette volna. A király minden joggal felruházta az érseki várost, ami általában egy várost megillet, beleértve a vásártartási jogot, így fél évszázad alatt rendkívül megnőtt az egyháziak túlsúlya. Ez nem volt biztató Esztergom fejlődésének szempontjából, de a 13. század első felében a baljós előjelek még nem mutatkoztak. Kedvezően hatott a királyi székhely jelenléte. A Esztergom árumegállító joggal rendelkezett, pénzváltó és pénzverde működött. A királyi pénzverők és kovácsok külön faluban éltek. A külföldi kereskedők itt kapták meg a kiviteli engedélyt. A kereskedelemmel foglalkozó örményeknek saját kolóniájuk volt Esztergomban, ami az Örmény nevet viselte. A városiasodás élén a latin városrész állt. A város gazdagságát nem a falusi kézműveseknek, hanem az iparosainak köszönhette.

### II. András Esztergomra vonatkozó oklevelei
II. András király intézkedései mutatják, hogy az egyház hogy megerősödött a királyi székhelyen, és az országban is. A király 1232. évi okleveleinek egy része nem véletlenül esztergomi vonatkozású. Kivétel nélkül mindegyik András és az esztergomi egyház közti feszültség feloldását, az érsek megbékítését célozta. Így 21 porgányi embert, akiket a király az egyháznak adott földekkel, szőlőkkel egyetemben, majd haragjában az egyháztól elvett, visszaadta Esztergomnak. Ugyancsak visszajuttatta Szelléb falut az esztergomi egyháznak, amelyet korábban jogtalanul elidegenített. Hasonlóképpen Róbert érsek kérésére biztosította az esztergomi egyház népei számára, hogy a királyon kívül más bíró hatósága alá nem tartoznak, és elrendelte, hogy a zólyomi királyi birtokhoz csatolt falvak dézsmájukat teljes egészében az esztergomi egyháznak adják. Igaz ugyan, hogy az uralkodó engesztelni próbálta az esztergomi érseket, de korábbi politikája mit sem változott.

## Esztergom a tatárjárás idején

### Városkép
A városfejlődés szempontjából sokkal fontosabbak azok a változások, amelyek a Várhegy tövében történtek. Itt terült el a királyi város, amely két részből állt. Régebbi része a főtér északi végén álló Szent Lőrinc templom (első írásos említése 1202) körüli település. III. Béla király idejéig ebben a városrészben székelt a királyi udvar, a "Zeniapalotaia" épületben. Ez a település a királyi udvarnokok városrésze volt, a királyi udvart kiszolgáló elemek lakták. Ettől délre helyezkedett el a királyi város másik része a Szent Miklós templom (először 1156-ban említik) körüli település. Itt laktak az esztergomi latinusok, ez volt a „Vicus Latinorum”, a latin település, a mai Széchenyi tér déli felében.
Esztergom azon kevés városok közé tartozik, amelynek korabeli városképéről is alkothatunk valami fogalmat a forrásokból. Rogerius szerint Esztergom minden más várost felülmúlt Magyarországon. A tatár ostrom kapcsán megemlíti a gazdag idegen polgárokat (franciák, lombardok, vallonok). Ők a város urainak is voltak tekinthetők gazdagságuk miatt. Az esztergomi kőházakat a korabeli források is emlegetik. A városképről adhat illusztrációt a latinusok egykori kettős pecsétnyomója. Pecséthasználati jogot II. András adott nekik. A pecsétnyomó előlapján gótikus ablakokkal hármas osztású Szennye-palota, melyet elöl fal övez négy bástyatoronnyal, középen szépen megmunkált kapuval.

### A tatárjárás és az újjáépítés

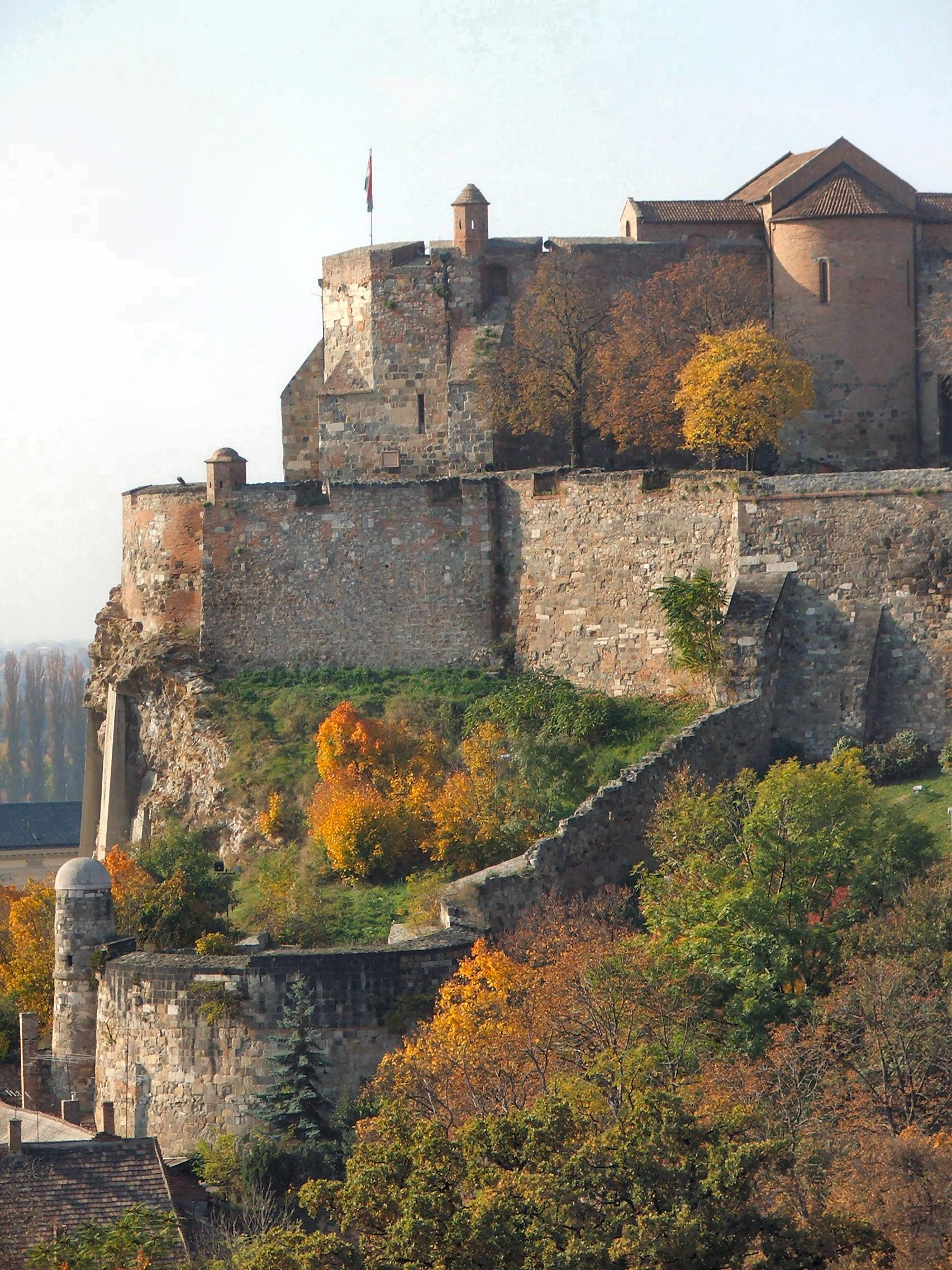
Az esztergomi vár, ami ellenállt a tatár ostromnak

Batu kán serege Óbuda felperzselése után Esztergom ellen fordult (1242 telén). A városban a magyarok sokasága vonta meg magát, gazdag polgárok, katonák, nemesek és úrnők. Rogerius mester Siralmas éneke szerint a tatárok a Duna bal partjára érkeztek meg, de nem mertek átkelni a befagyott folyón. A városiak minden nap törték a jeget az ő oldalukon, de télre akkora fagy állt be, hogy a Duna több év után először teljesen befagyott. A tatárok még ekkor sem merészkedtek a jégre, hanem a Duna partjára vitték állataikat, és három napig őrizetlenül hagyva őket elvonultak. A magyarok három nap után a barmokat áthajtották a városba. Ezt látva a tatárok tudták, hogy biztonságos átkelni a folyón. Bekerítették a várost, foglyaikkal a várfalakat meghaladó magasságú rőzsehegyet építettek, és harminc ostromgépük éjjel-nappal okádta a követ. Eközben a várat a védők kőfalakkal és tornyokkal erősítették meg. A városban zavar támadt, a magyarok, franciák, vallonok kincseiket elásták, híres lovaikat leszúrták, felgyújtották a külvárosokat (Kovácsit, Örményt, Szentkirályt, Szentpált, Újfalut) és a nagyszámú faházakat az előretörő tatárokkal szemben. Visszavonultak a kőből épült palotákig, amelyeket szintén megvívtak a tatárok. Egyedül az esztergomi vár állt ellen nekik, amelyet az aragóniai származású Bajóti Simon vezetésével kétezer számszeríjas védett sikerrel. Az ostrom során háromszáz esztergomi dáma díszruhában felvonult a kegyelemért, de a feldühödött tatárok egytől egyig lefejezték őket. Bár a következő évekből fennmaradt oklevelek tanúsága szerint a lakosság egy része (akik a várba menekültek) megmaradt, és az újjáépítés, az új lakosok betelepítése is hamarosan megindult, a város mégis elveszítette országos vezető szerepét. Lakossága megcsappant. Rogerius szerint Esztergom 1242 elején lezajlott ostroma során megsemmisült az újlatin nyelveket beszélő, távolsági kereskedelemből meggazdagodó kereskedők vagyona.

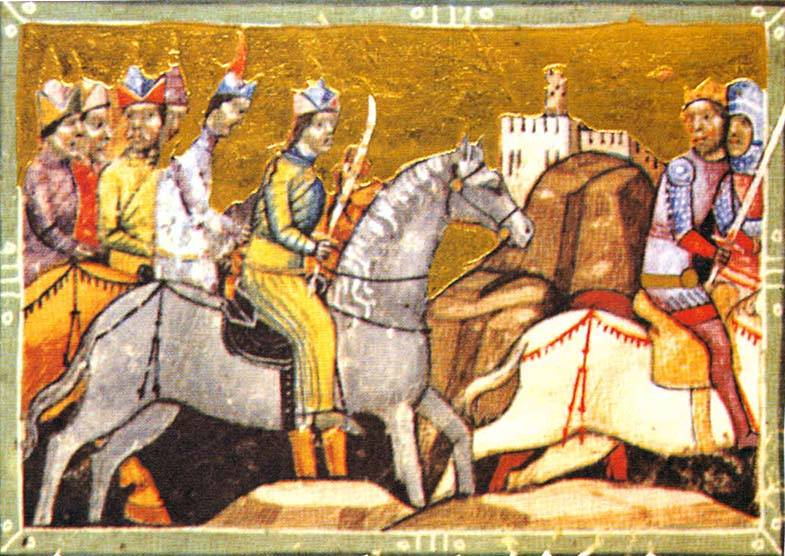
IV. Béla király menekül az őt üldöző tatárok elől, metszett a Képes Krónikából

A városba visszatérő IV. Béla király egy újabb inváziótól tartva a királyváros polgárait a várba rendelte, a királyi palotát és a várat az érsekeknek adományozta, és székhelyét 1256-ban Budára helyezte át, ő családjával együtt az esztergomi ferenceseknek a tatárjáráskor elpusztított és általa fényesen újjáépített templomába temetkezett, 1270-ben. 1256-ban a polgárság megunva a várhegyi szállását visszaköltözött az újjáépülő királyi városba, ami sosem nyerte vissza régi gazdagságát és hatalmát. A város a káptalan tulajdona lett, az ő földjén épült fel az új városháza. Ennek feltétele pedig az ősi vámmentesség jogáról való lemondás volt. A várat ezután az érsekek építették tovább. Övék volt a vár alatti Víziváros is, mely 1239-ben kapott városjogokat. A valóban város jellegű és méretű, „Királyi város” fallal kerített magja azonban továbbra is királyi fennhatóság alatt maradt. A szerzetesrendek egész sora tért vissza vagy telepedett meg az egyházi központban. 1243-ban a király oklevélbe foglalta az odaköltözött örmények kiváltságait. Ebből arra lehet következtetni, hogy a 12–13. század fordulóján megkezdődött az örmények Magyarországra, de főleg Esztergomba való betelepülése. A kiváltság – egyebek mellett – biztosította az esztergomi örményeknek az áruik után az egész országban járó vámmentességet.

## A város tündöklése az érsekek alatt

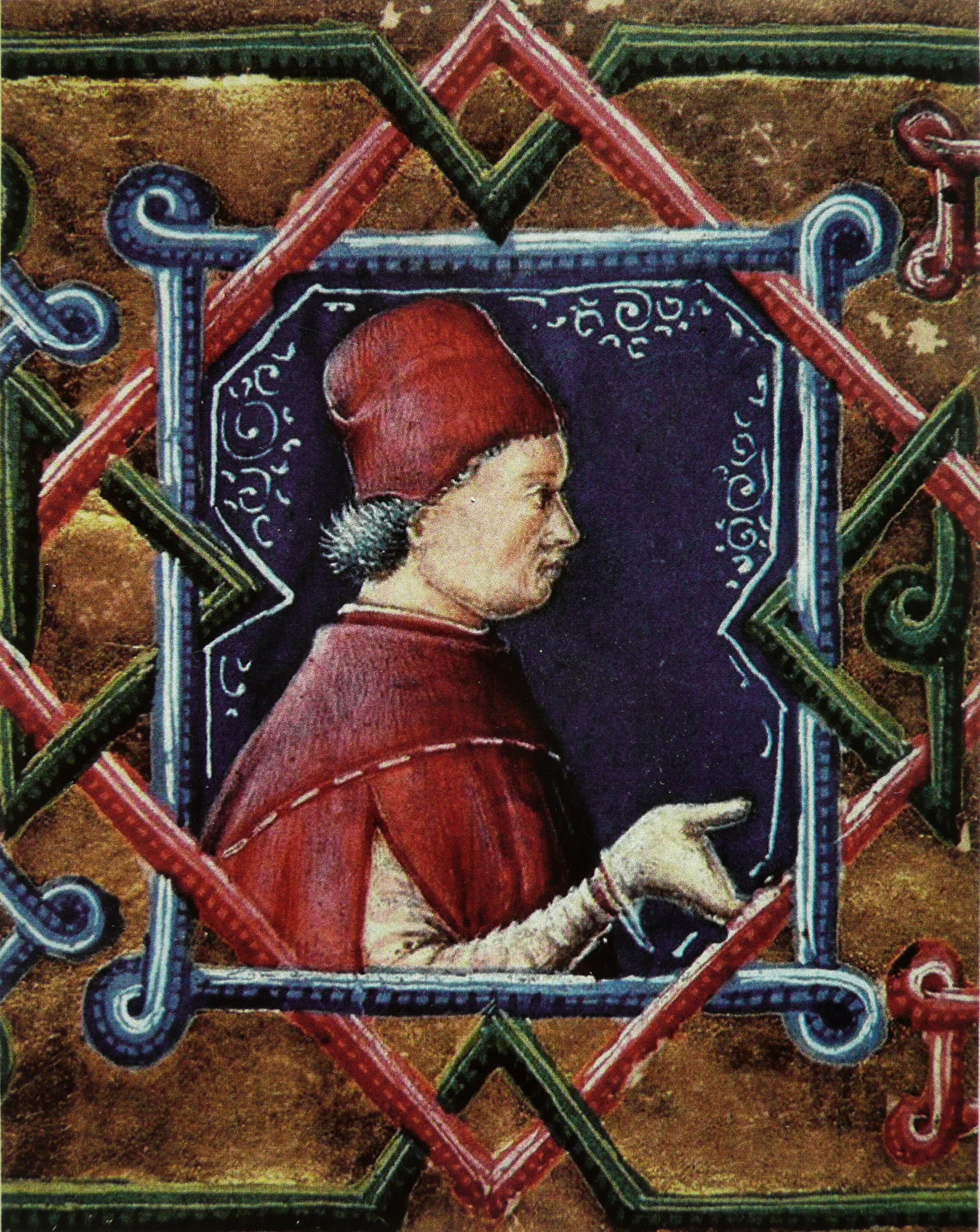
Vitéz János esztergomi érsek arcképe a Plautus-kódex címlapján

III. András király halála után Bicskei Gergely érsek itt koronázta meg Károly Róbert Anjou királyt. 1301-ben a Németújváriak seregei vették be, hogy átadhassák a trónkövetelő Vencel cseh hercegnek, majd 1304-ben Vencel cseh király hadai foglalták el, akik nagy rombolást végeztek és kirabolták a várat, mely az elkövetkező évtizedben többször is gazdát cserélt. A király és az érsek elmenekültek a városból, és hat év múlva tértek vissza, amikor 1307-ben Tamás érsek foglalta vissza a Németújváriaktól. 1330 és 1349 között helyreállították. Károly Róbert, majd Nagy Lajos király pártfogolta a várost. 1327-ben a király a városnak adományozta a legnagyobb és legjelentősebb külvárost, a délkeleten fekvő Kovácsit, a különféle mesteremberek (kovácsok, ötvösök és pénzverők) három templommal is rendelkező városrészét. Az érsekek a városból hadjáratokat indítottak, kiskirályokat fékeztek meg, iskolákat alapítottak, tudományos- és művészpártoló tevékenységeket folytattak, zsinatokat hívtak össze, gyűjteményeket hoztak létre, templomokat, könyvtárakat alapítottak. Ezzel az ország egyik legfontosabb városává tették Esztergomot. Az esztergomi érsekek hatalmát jól mutatta, hogy Nagy Lajos nápolyi hadjárata során Telegdi Csanád érsek 1347-ben királyi helytartó lett. A 14. század végén, Budai János esztergomi kanonok megalapította a Collegium Christi Pauperum scolariumot, aminek feladata a szegényebb diákok külföldi egyetemekre juttatása volt. 1403-ban Zsigmond király, majd 1440-ben I. Ulászló seregei támadták a várat. 1453-ban Szécsi Dénes érsek újjáépítette a Szent Adalbert-székesegyházat. Az érseki vagyonon túl, saját 80 ezer forintos vagyonát is felajánlotta az építkezésekre.
A 14–15. században Esztergom érsekei révén gyakran országos események színtere volt, a magyar kultúrának egyik legfontosabb fellegvára lett. Udvarukban, amelynek gazdagsága a budai és a visegrádi királyi udvarokéval vetekedett, gyakran fordultak meg királyi vendégek és Európa-szerte ismert tudósok, művészek, mint például Nagy Lajos, Zsigmond és Mátyás király, Regiomontanus a híres csillagász, Ilkus Márton, Georg Peuerbach, Pier Paolo Vergerio és végül Antonio Bonfini, Mátyás király történetírója, aki történeti munkájában kiemeli Vitéz János esztergomi érsek építkezéseit. Vitéz folytatta Szécsi munkáját. Sokat épített a késő gótikus, függőfolyosós váron, udvara világhírű volt. Vitéz európai hírű könyvtárába sok művészt maga köré gyűjtött. Galeotto Marzio többször huzamos ideig tartózkodott Esztergomban. Itt írta meg a „De homine” (Az emberről) szóló physiologiai és orvosi vonatkozású munkáját. Vitéz a régi székesegyház mellé emeletes könyvtárat, csillagvizsgálót építtetett.
Vitéz János a török elleni harcok miatt összetűzésbe keveredett Mátyással, ezért 1471-ben a király serege ostromolta a lázadó érsek várát. A király Vitézt fogságba vetette, aki ott is halt meg. Halála után Mátyás özvegye, Aragóniai Beatrix élt a várban 1490 és 1501 között. Az érsek halála után kéziratainak egy része Konstantinápolyba került. Innen azután több darabot a 16. században előkelő könyvgyűjtőknek sikerült megszerezniük, egy Firenzébe, egy másik Velencébe jutott. Míg Vitéz kódexei Európa minden részében szét vannak szórva, egykori székhelyein, Váradon és Esztergomban egy sincs.
A város 1527-ben I. Ferdinándnak hódolt be, majd Várdai Pál érsek még többször pártot cserélt. 1531-ben Esztergom ismét osztrák kézre került, de mivel a katonák és a sajkások fizetést nem kaptak, így felprédálták az egész környéket.

## A török hódoltság Esztergomban (1543–1683)

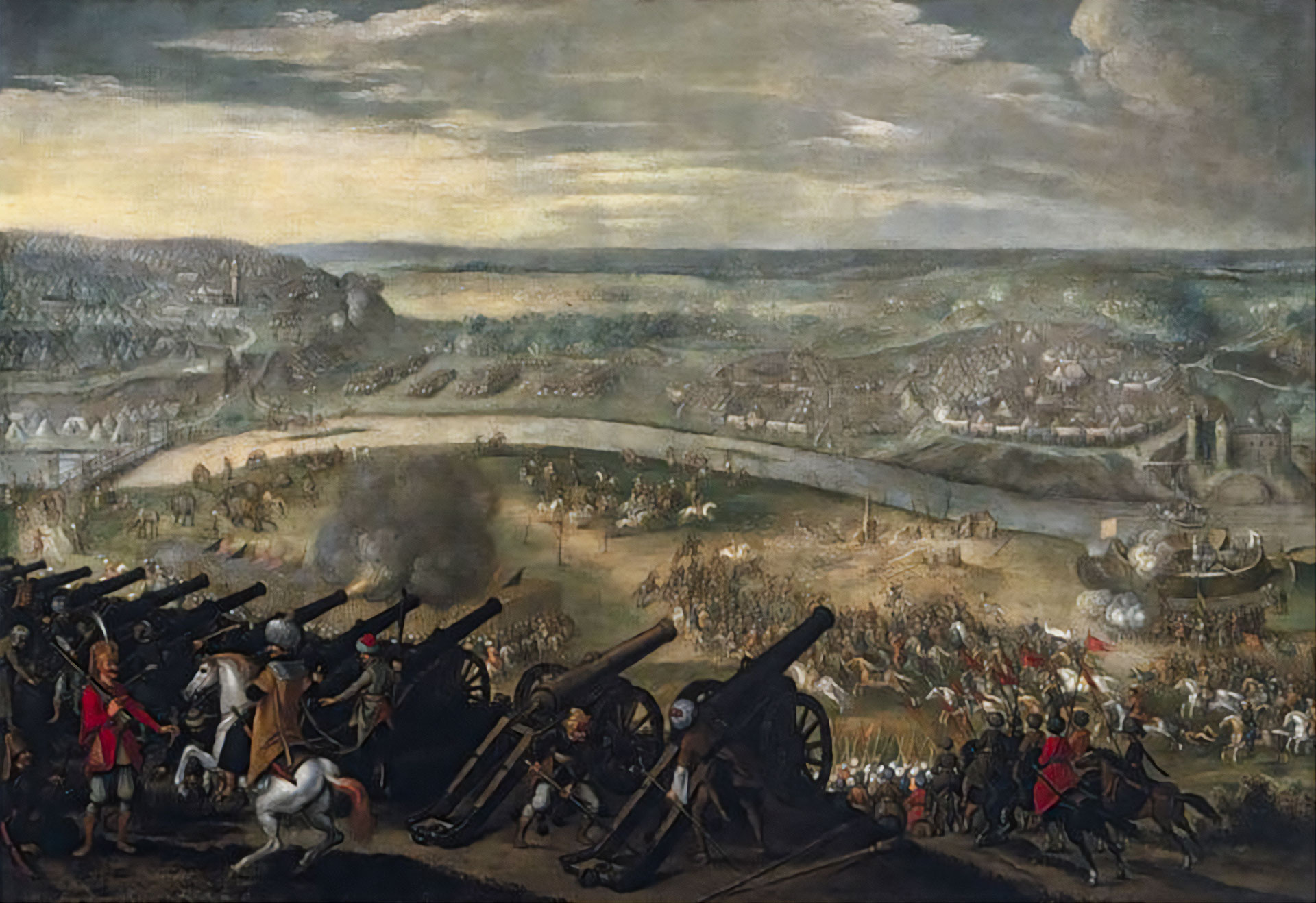
Esztergom 1543-as török ostroma

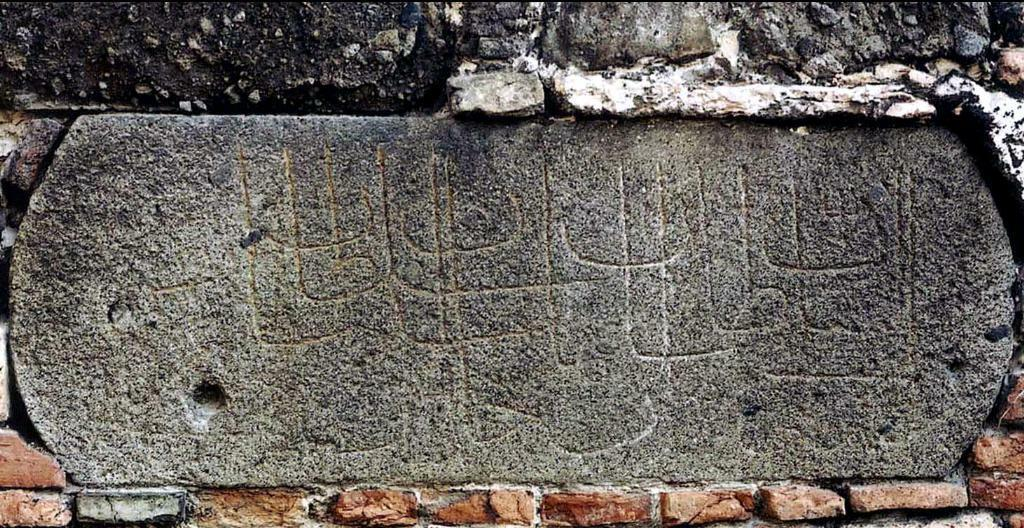
Szulejmán szultán győzelmi táblája az esztergomi vízivárosi várfalban

1543-ban Esztergomot kétezer gyalogos védelmezte, köztük olaszok, spanyolok és németek. Miután az ostromlók a vízivárosi Veprech-tornyot vették ágyútűz alá, ahonnan a vár az ivóvizet kapta, a védők alig több mint egy hét után tárgyalásokat kezdtek, és a várat átadták az ellenségnek. Szulejmán szultán győzelmi táblája ma is látható a vízivárosi várfalban. Ferdinánd császár parancsára Esztergom vezetőit börtönbe vetették, ám végül hosszabb fogság után ítélet nélkül elengedték őket.

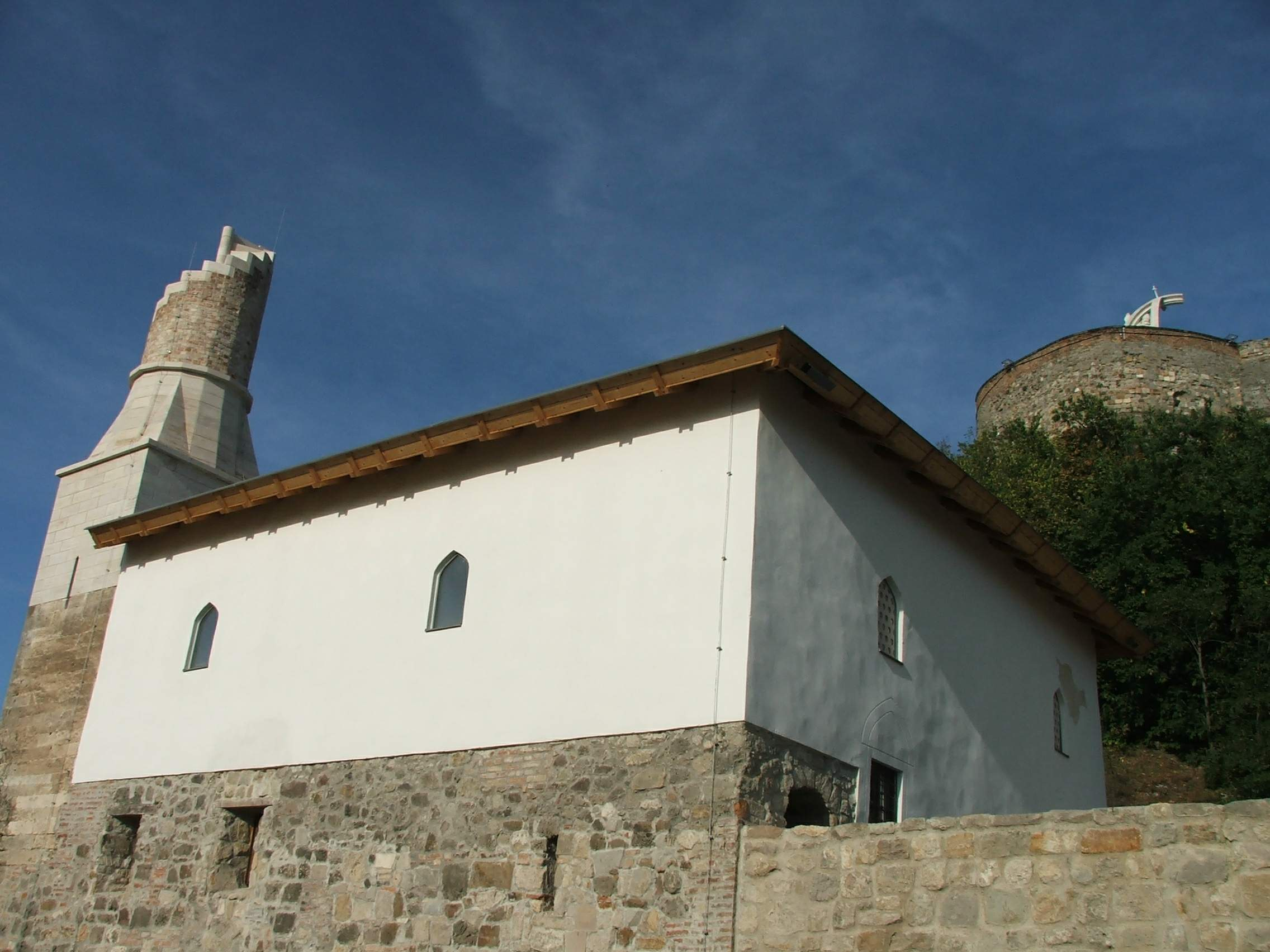
Az Özicseli Hadzsi Ibrahim-dzsámi

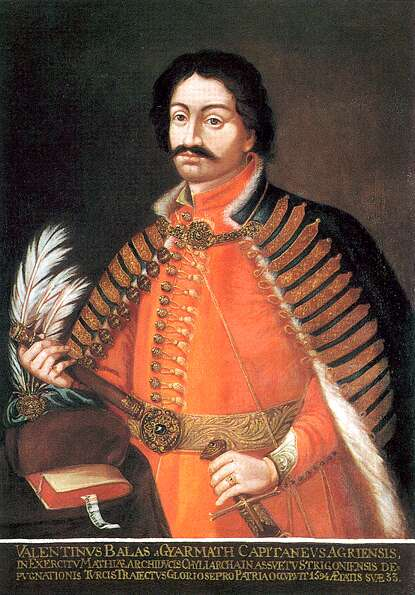
A város 1594-es visszafoglalását megcélzó ostrom során szerzett sérüléseiben elhunyt Balassa Bálint költő

Miután Esztergomot elfoglalta a török, az Oszmán Birodalom végvára, a szandzsákközpontja lett. Fontos szerepet játszott Buda védelmében, összekötő kapocs volt a Dunántúl és Felső-Magyarország között, ellenőrizte a Dunát is. A vár eleste után a Dunától északra eső 80 falu is behódolt, lakóikat a város újjáépítésekor dolgoztatták. A magyar lakosság nagyrészt elmenekült, az ott maradók rabszolgák lettek, akiket valószínűleg a Dunán hurcoltak el, főleg nők és gyermekek maradtak helyben. Sokuk felvette az iszlám hitet, akadt olyan, aki összeházasodott a török háziúrral. A hódító törökök a környékbeli, de a Magyar Királysághoz tartozó falvak lakóitól is megkívánták, hogy a várba bejőve adót fizessenek. Ezeket a településeket előre meghódítottnak tekintették.
1543 után Esztergom építészetében nem lett török jellegű város, bár lakóinak többsége muzulmán volt. Mivel határvidéken feküdt, a békés fejlődés feltételei nem voltak adottak, birodalmi szinten kisvárosnak számított. 1544-ben a szultán hat magyar lelkészt rendelt a városba, hogy gondoskodjanak a megmaradt hívőkről. Esztergom török uralma idején folyamatos harcoknak, ostromoknak volt kitéve, amit megsínylett a város és lakossága is. A királyváros nagy része elpusztult, bár a százharminc évnyi török uralomnak ma is vannak fellelhető jelei az építészetében. A törökök főleg a várat építették, erősítették, de emellett jelentős új épületeket, mecseteket, minareteket, kupolás fürdőket is emeltek. A 17. században már hat fürdő működött a városban. A törökök 1587-re hidat építettek a Dunára, amely az 1594-re elkészülő erődrendszer része lett. Hasznosították az artézi források vizét, mert a muzulmán vallási előírások által megkövetelt rituális mosdások mellett a fürdésnek is nagy fontosságot tulajdonítottak. A Vízivárosban több török kori fürdő maradványait is feltárták már, emellett itt található az Özicseli Hadzsi Ibrahim-dzsámi is, ami a Birodalom legtávolabbi megmaradt dzsámija.
1594. április elején összegyűltek a magyar hadak Esztergom visszafoglalására. Hídfőállásuk Esztergom-Szentkirályon volt. Május 7-ére Mátyás főherceg serege körülzárta a várost mintegy 35 ezer katonával, réseket lőttek a várfalon, és 14-étől folyamatosan rohamozták a várat. 19-én 800 fős magyar és német csapat indult rohamra, köztük volt Balassa Bálint is. A költő mindkét lábát elvitte egy ágyúgolyó, és 30-án a borbélyok hanyagsága miatt vérmérgezésben meghalt a szentkirályi táborban. 29-én a felmentő török sereg közeledtére, 56 napi ostrom után elvonultak a magyarok. A pápa ezek után pénzt és katonát ajánlott az ostrom folytatásához.

### A tizenöt éves háború következményei
Főcikk: Tizenöt éves háború

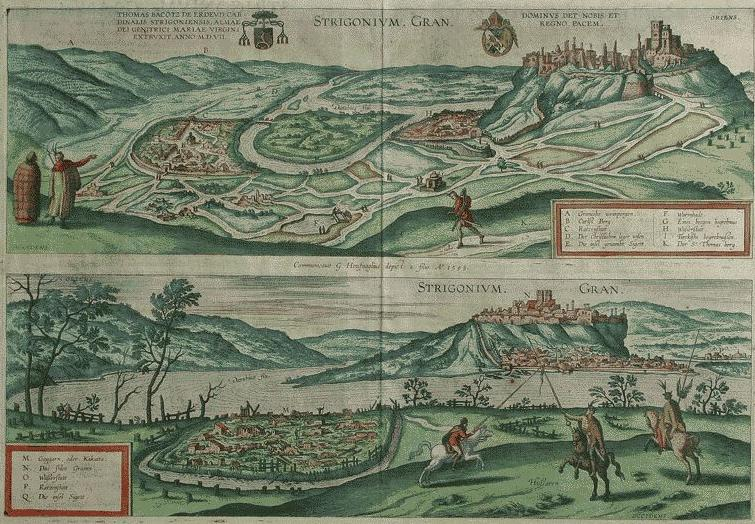
Esztergom 1595-ös látképe Hoefnagel mester metszetén

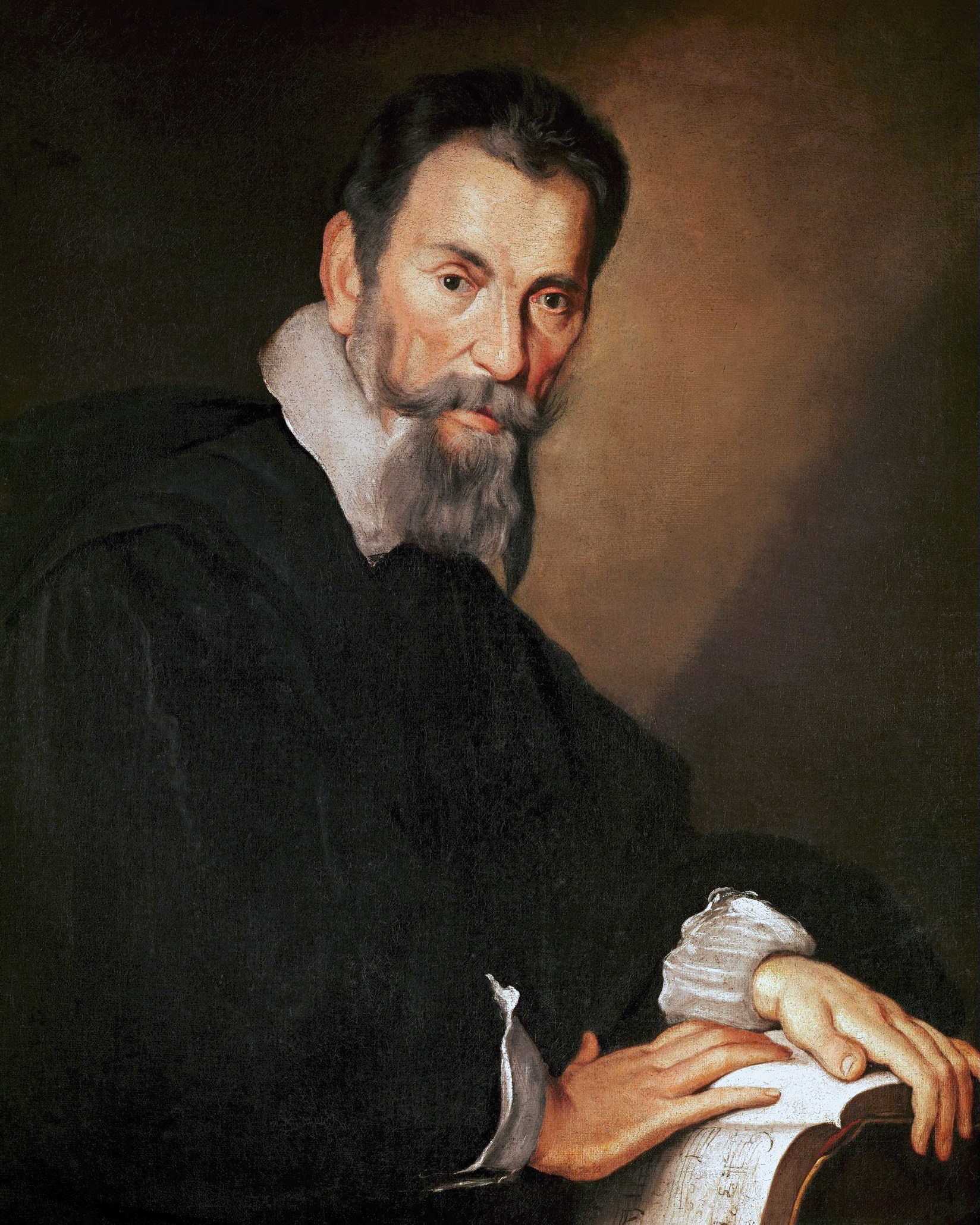
Az 1595-ös ostromkor Esztergomban állomásozó Claudio Monteverdi zeneszerző, akiről ma utca van elnevezve a városban

1595 áprilisától újra gyülekezni kezdtek a keresztény seregek a Prímás- és a Nyáros szigetek közötti partszakaszon. Június végén mintegy 60-80 ezer fős királyi sereg élén Karl von Mansfeld generális átkelt a Dunán, és május 4-én körülzárta Esztergomot. Az ostrom ténylegesen július elsején indult meg. Töretni kezdte a vár falait, melyek az előző évi ostrom után még nem voltak kijavítva, és több erőd felépítését rendelte el a város körül. Ilyen például a Sípoló-hegyi földvár is. Az ostrom előtti hetekben villámlás miatt két lőporraktár is felrobbant. Egyik a várban, a másik a Szent Tamás-hegyen, ami nagy kárt okozott a védőknek, sőt még a lőport sem tudták pótolni. A törökök július 2-án feladták a Rácvárost (egykori királyi várost, melyet betelepülő szerb kereskedők után ekkor Rácvárosnak neveztek), de a Vízivárost és a várat továbbra is védték. Ez lehetőséget adott az ostromlóknak arra, hogy hidat verjenek a Prímás-szigetre, és ott is ágyúkat állítsanak fel. Két napra rá, már a Várheggyel egymagas Szent Tamás-hegyi erődöt is bevették, ahonnan jól ágyúzható volt maga a vár. Itt is ostromágyúkat helyeztek el, majd 4-4 ágyúval megkezdték a falak törését mindkét helyről. Ezzel párhuzamosan sáncokat építettek a hajózás megakadályozására, mivel a törökök július 9-én megpróbáltak lőszert és embert juttatni a várba. Miután őket sikerült visszaverni, másnap, mikor Mansfeld egy színlelt rohammal azt próbálta megtudni, hogy a várfalon ütött rés elég nagy-e a támadás megkezdéséhez, néhányan részegen lelkesedésükben csatlakoztak a rohamozókhoz. Nagy részük elesett a rohamban. 15-én és 17-én is két sikertelen támadásra került sor, mire a törökök megpróbáltak kitörni a várból, és bevenni a Rácvárost. Őket a tartalék visszaűzte.

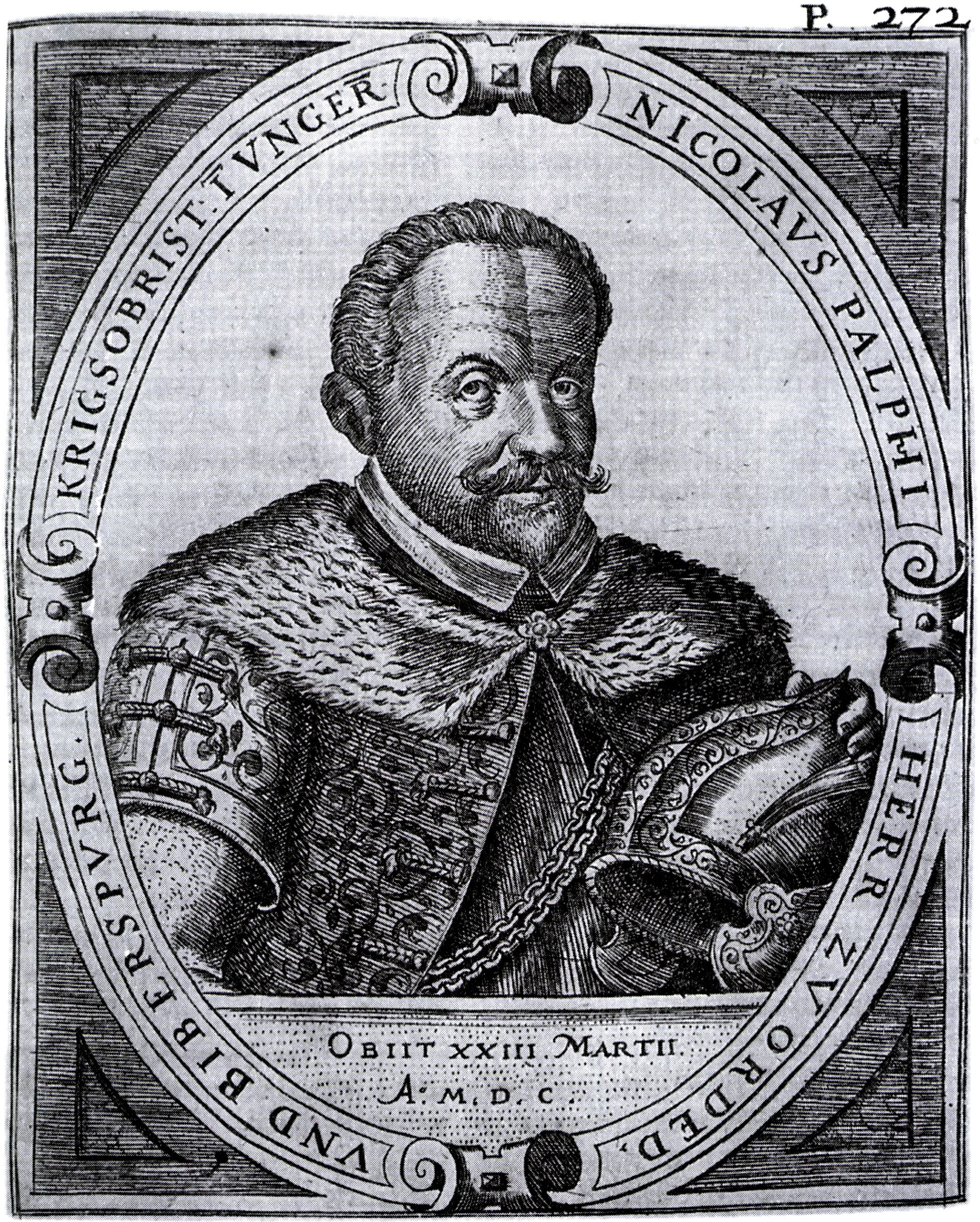
Pálffy Miklós generális, a város felszabadítója, az esztergomi vár kapitánya

Az ostromot főleg az átellenben fekvő Párkány török őrsége zavarta, míg 20-án Pálffy Miklós és Nádasdy Ferenc csapataikkal át nem keltek a Dunán, és a palánkvárat három nap után be nem vették. A szultáni hadsereg Havasalföldre készült, és nem tudott Magyarországra jönni. Hasszán budai pasa viszont megkísérelte Esztergom felmentését 15-16 ezres seregével, de Mansfeld augusztus 4-én nagy csatában megverte, és egész felszerelését zsákmányul ejtette. Néhány száz töröknek sikerült bejutni a várba. Mansfeld nem sokkal később vérhasban meghalt, és a fővezérséget Pálffy Miklós vette át. Az ostrom annyira előrehaladt, hogy augusztus 13-án elesett a Budai kapu, és fél napi kemény csatával sikerült bevenni a Vízivárost. A törökök sikertelenül megpróbálták visszavenni azt, ezért gyújtóbombáikkal lángba borították a házakat. Kara Ali bég 17-én halálosan megsebesült, mikor egy ágyúgolyó karját szakította le. Másnap megérkezett Mátyás főherceg, de a heves esőzések miatt csak 22-én indulhatott újra az ostrom. Aznap a pápai hadak is Esztergom alá értek. Augusztus 25-én megindult az általános roham az immáron egyesített tüzérség támogatásával. Két nap alatt sikerült leszerelni a török tüzérséget. 31-ére aztán sikerült aláásni és bevenni a Keleti- és a Dunai rondellát. Ezt követően a török őrség szeptember 3-án megadta magát, és a keresztények az ostrom hatvanötödik napján bevonulhattak a várba. A székesegyházban Te Deumot tartottak és Vincenzo Gonzaga mantovai herceg zenekara bemutatta a táborban jelen lévő Claudio Monteverdi egyik művét. Ennek emlékére Monteverdi nevét ma utca viseli a városban. A vár parancsnoka Pálffy Miklós lett, aki azonnal nekilátott a vár rendbetételének. A vármegyéktől kért segítséget, pénzt és kézműveseket, hogy a tél beállta előtt a legszükségesebb munkákat befejezzék. 1596-ban Rudolf király több parancsban is rendelkezett a vár helyreállításáról. Tervbe vették a Szent Tamás-hegy elhordását is, hogy a várat ne lehessen többet onnan lövetni. A város egész védelmét áttervezték, és Párkányba is korszerű erődöt szántak. A várost Győr és Érsekújvár mintájára erődvárossá akarták változtatni, amiben az ekkor még álló Szent Adalbert-székesegyház is egy helyőrség lett volna. A tervek pénz, idő és munkaerő hiányában végül nem valósultak meg.

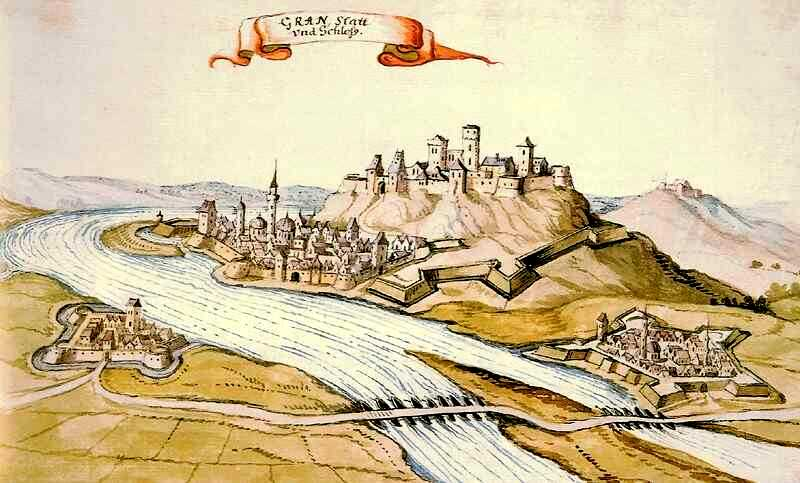
Esztergom török kori látképe 1664-ből egy korabeli vízfestményen

1598-ban az esztergomi naszádos osztály, János György vezetésével sikeres portyát hajtott végre és egészen Paksig hatolt le a Dunán. Pálffy Miklós főkapitány lovassága kísérte őket.
1599 szeptemberében Ibrahim pasa nagyvezír kijelentette, hogy békét akar kötni a magyarokkal. A két fél megbízottjai meg is kezdték a tárgyalásokat a városban. A törökök Esztergomon és Nógrádon kívül Győrt és Füleket is visszakövetelték, a másik oldalról viszont Eger visszaadásához ragaszkodtak; így a megegyezésre nem volt remény. Ibrahim Esztergomot és Érsekújvárt is fenyegette, de egyiket sem támadta meg. A császári fősereg Esztergom mellett állt, és a vármegyék, amelyek aránylag komoly erőket küldtek, sürgették, hogy ütközzenek meg a törökkel. Bár a visszavonuló török nyomában maradtak, – a zsoldosokat féltve – nem kezdeményeztek harcot. A tárgyalások kudarcba fulladtával a törökök 1604 szeptemberében érkeztek meg Esztergom alá. A városiak 20 ezer embert vontak össze, a szigetre hajóhidat állítottak és sáncokat építettek. Szokolluzade Lala Mehmed pasa nagyvezír nem boldogult Esztergom várával, és a nyári táborozás lejártával elhagyta az országot, azonban 1605 júliusában ismét a vár elfoglalására indult. Az ostrom augusztusban kezdődött, és végül a vár októberben – árulás révén – tíz év után újra török kézre jutott. 1661-ben és 1663-ban Forgách Ádám érsekújvári várkapitány két sikertelen felszabadítási kísérletet is tett. A törökök 20 ezres serege szétverte Forgáchot, és 700 foglyot ejtett. 342 foglyot Budára szállítottak, a többieket megölték. Miután 1663-ban a törökök Érsekújvárt elfoglalták, és felszólították az országot a megadásra, a vasvári békeszerződésben újabb húsz évre a törököknek adták egész Esztergom vármegyét.

### Esztergom felszabadítása (1683)
Főcikk: Párkányi csata

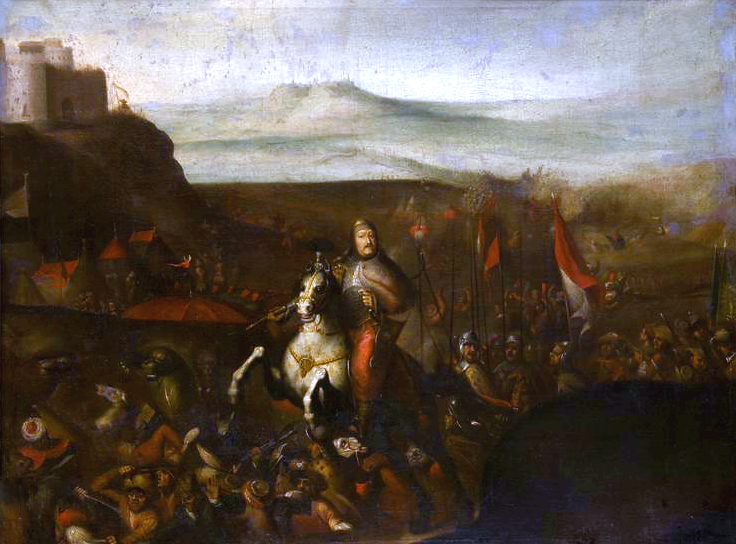
Sobieski János lengyel király alakja az 1683-as párkányi csatában

1683 nyarán a várban tűz pusztított, de helyrehozták a károkat. Még abban az évben a törökök további felújításokat akartak végezni a várban, ami azonban már nem állt módjukban, mivel 1683. szeptember 12-én a szövetséges Habsburg–lengyel felmentő hadsereg a kahlenbergi csata során szétverte a Bécset ostromló törököket. Bécs felmentéséből bontakozott ki az a támadó hadjárat, ami többek között Esztergomot is felszabadította végül a török uralom alól. A párkányi csata október 9-én zajlott le, és az osztrák–lengyel–litván hadak élén nagy győzelmet aratott a parancsnokló III. Sobieski János lengyel király.
A vár parancsnoka, Ibrahim pasa rövid alku után feladta a várat, és 1683. október 28-ával Esztergom 130 éves török megszállása véget ért. Két évvel később, 1685-ben Sejtán Ibrahím pasa budai beglerbég még megkísérelte Esztergom visszavételét. Sáncokat ástak, a Szent Tamás-hegyről ágyúzni kezdték a várost, mire a védők Joachim Strasser vezetésével kirohanással visszatámadtak. Augusztus 9-ére a folyamatos ágyútűz következtében több helyen leomlott a várfal, de másnap V. Károly lotaringiai herceg 44 ezres seregével megindult Esztergom felmentésére. Végül a táti csata során megverték a törököket.
A török uralom után a megfogyatkozott népességű városban kezdtek újra letelepedni az emberek és a középkori alapokon négy önálló települést hoztak létre, melyek a királyi város, Víziváros, Szenttamás és Szentgyörgymezők voltak.

## Az újjáépítés (1683–1704)
A török kiűzése után a romokban heverő várost elkezdték újjáépíteni. 1686 után olasz hadmérnökök dolgoztak az átépítéseken, de végül csak a török rombolást állították helyre. 
A harcok alatt Esztergom teljesen elnéptelenedett, alig maradt négyszáz lakosa. A megyét 8-9 ezer ember lakta. A nemesség és a polgárság elmenekült. A várost a feudális kötöttségek elől menekülő jobbágyok, németek, csehek, rácok népesítették be újra. Ők az ingyen kapott földekre vályogházakat építettek a középkori kőházak helyén. A város megindult a polgárosodás útján. Ez idő tájt építtette fel Keresztély Ágost érsek a Vármegyeházát az Érseki Vízivárosban, ezzel is jelezve, hogy a török hódítás után is jogot formál a vármegye örökös főispánságára.
A város visszafoglalását követően épült fel a mai Városháza a Piac téren, ami ekkor Bottyán János háza volt. A házat a király kúriává avatta, ezzel elismerte Bottyánt, mint városi polgárt. Ez adómentességgel járt, ami nem tetszett a városiaknak. A főbíró házát megtámadták, és Bottyánt is meghurcolták emiatt. Idővel újjáépítették a városi templomokat. 1700-ban letették a ferences templom alapkövét is. 1701-re a királyi várost már kétezren lakták. újra iskolák kezdtek működni, erőre kapott az ipar, sorra céhek alakultak. Az érsekség, és a papi testületek viszont a török kiűzésével sem költöztek vissza Esztergomba, bár 1691-ben I. Lipót 10 000 forintért visszaadta Esztergomot és Érsekújvárt az érseknek, akinek feladata volt a városok helyreállítása. 1692-ben az idős Széchényi György érseket nevezték ki várkapitánnyá, aki nemsokára meghalt. I. Lipót 1703. október 23-án Bécsben kiadta azt az oklevelet, amely Esztergomot visszahelyezte régi jogaiba. Sajnos, a kiváltságlevél a Rákóczi-szabadságharc alatt elpusztult.

## A Rákóczi-szabadságharc esztergomi eseményei (1704–1706)

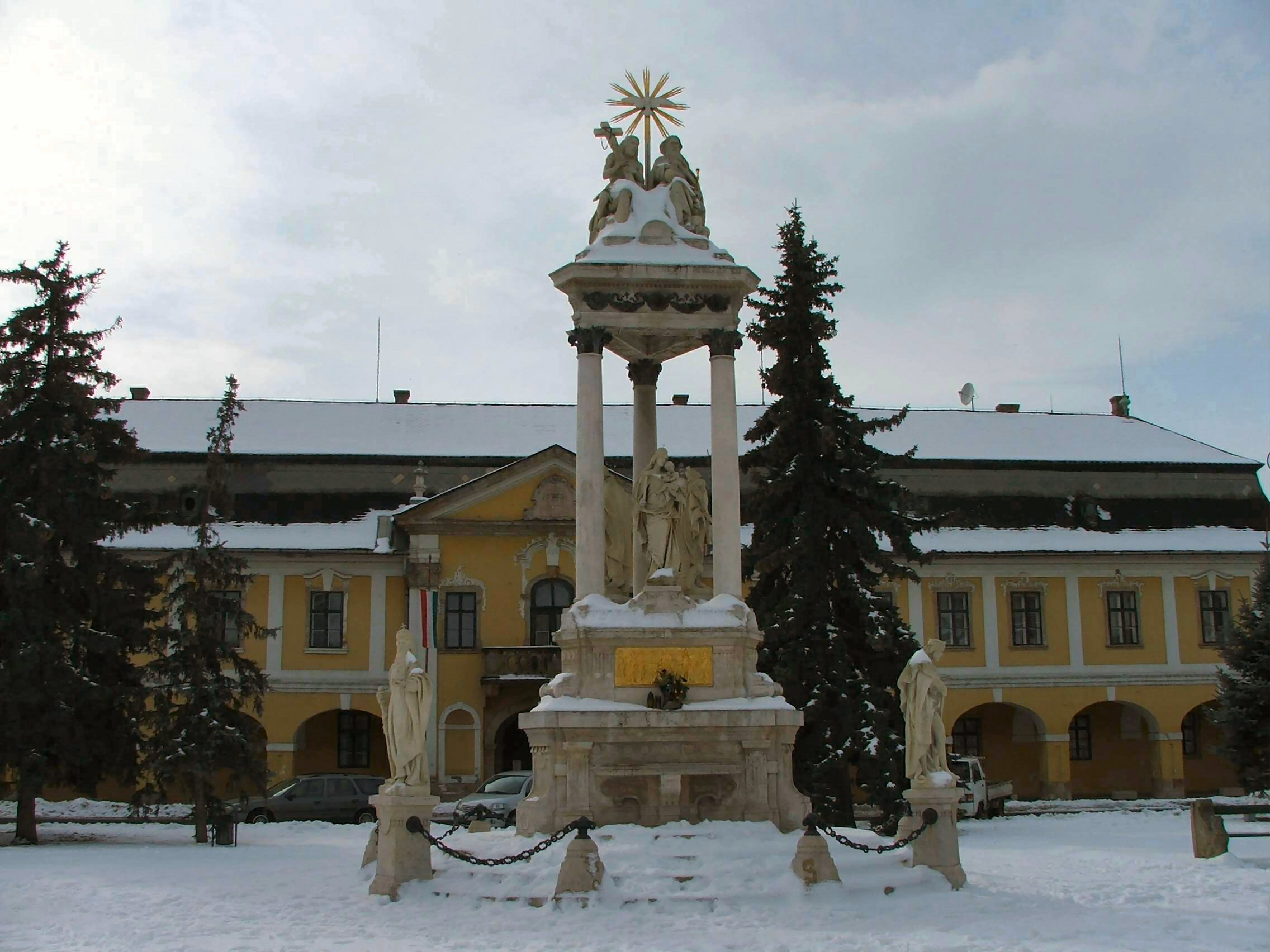
Bottyán János egykori háza, a mai városháza

Miután 1704-re Rákóczi seregei csaknem az egész Dunántúlt felszabadították, körülzárták Esztergomot is. Mivel Rákóczi 1704 tavaszán a dunántúli hadműveleteket nem tudta összehangolni, a rácokkal előkészített szövetség meghiúsult, elmaradt Esztergom tervezett ostroma is. (A rácok már a 16. században megtelepedtek Esztergomban. Számuk az 1683-as ostromban leapadt. Lipót király szabadalomlevele következtében ismét nagy számban telepedtek le a városban.) Ekkor már csak 11 község tartozott Esztergom vármegye hatósága alá, a többi a kurucoké volt, míg Esztergom a császáriaké. A vár Bottyán ellensége, Kuckländer parancsnoksága alatt állt, a védők száma alig négyszáz embert tett ki. A kurucok feladata volt a vár elfoglalása, hogy biztosítsák az átjárást az országrészek között (Dunántúl, Felvidék). Bottyán János (Vak Bottyán) és gróf Esterházy Antal egyesített seregei támadást intéztek a Víziváros ellen, de kudarcot vallottak. Százfős veszteség után kénytelenek voltak visszavonulni, miközben felgyújtották Szenttamásalja városrészt. 1705–1706 telén Rákóczi készült Esztergom visszavételére, amelyet a kurucok hónapok óta elzártak a külvilágtól. Folyton portyáztak, az élelmiszerellátást lehetetlenné tették a városban. Június–július hónapokban Rákóczi Érsekújvárban tartózkodott, és itt választotta ki az Esztergom ostromához használt ágyúkat és mozsarakat. A béketárgyalások miatt, csak augusztus 2-án indult a város ostromára, midőn 12 ezer főnyi lovas és gyalogos had táborozott a vár falai alatt. Rákóczi a Duna és a Garam összefolyásánál állította fel sátrát. Megkezdték a sáncásást, valamint 9-ére készültek el egy új híddal. A túloldalon Gyürky Pál gyalogos hadteste idegen lovassággal várta a támadásra szólító parancsot. Aznap még megindult a vár bombázása, méghozzá a Dunán keresztül, amire addig az ágyúk tökéletlensége miatt még senki sem vállalkozott. 1706. szeptember 16-án a kurucok végül elfoglalták a várat hatheti ostrom után, Rákóczi pedig a Bakócz-kápolnában hálaadó te deumot mondatott. A harcok közben a város körüli falvak mind elpusztultak. A Prímás-szigeten 2006 óta emléktábla jelzi, hogy Rákóczi hol pihent meg az ostrom után.
Pár nap múlva a császáriak 13 500 fős serege érkezett a város alá. Rákóczi ismét Esztergomba jött 3 ezer emberével. A császáriak a sáncok rendbehozatala után megkezdték az ostromot, és október 12-én Starhemberg Guidó vezetésével visszafoglalták a várost, mivel Esztergom francia parancsnoka, Bonafous ezredes feladta a várat. Az Esztergom környéki németeket a várba rendelték, a környező magyar faluk lakosságát elkergették. A város Habsburg kormányzat alatt maradt, és ezzel Esztergom Rákóczi-szabadságharci történelme véget is ért, katonai jelentősége megszűnt. A vár parancsnokának ismét Kuckländert nevezték ki. A hagyomány szerint Kuckländer lelkét halála után az ördögök tüzes szekéren hurcolták végig Esztergom utcáin, és végül a Bottyán tóba süllyesztették el.

## A Habsburgok alatt (1708–1848)

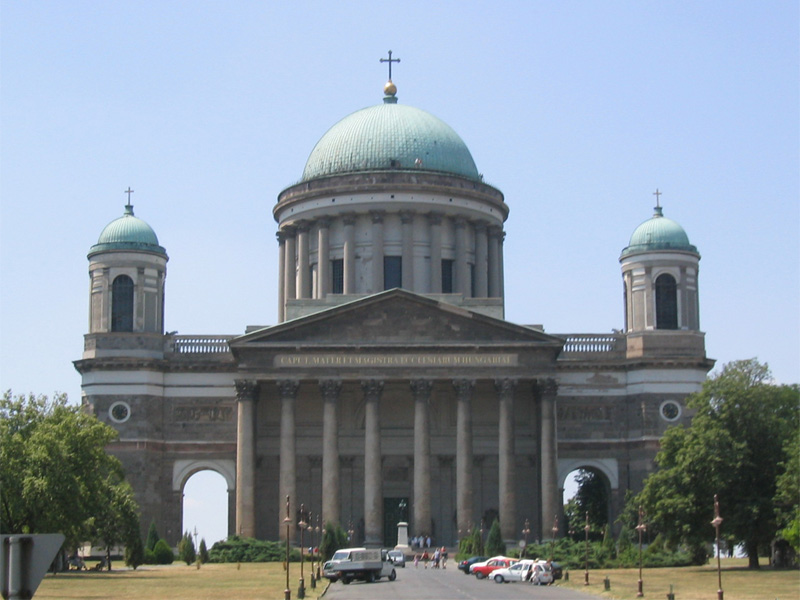
A Szent Adalbert főszékesegyház homlokzata

Esztergom 1708-ban visszakapta szabad királyi város rangját, vele az iparűzési, gazdasági, vám-, kereskedelmi, pallos- és polgárjogait, a törvénykezést, bíráskodást, örökösödést, közigazgatást is beleértve. Az esztergomi érsek 1715-től a hercegprímási címet is viselte. A városban két pestisjárvány is megtizedelte a lakosságot, az első 1710-ben, a második, -kilencszáz áldozatot szedő- 1739-ben. A járvány emlékére állították a Vízivárosban látható Pestis Madonna szobrot.
A szabadságharc után III. Károly király a katolikus vallás támogatására, templomok építésére és újjáépítésére, a papok alkalmazására a Cassa parochorumot, a lelkészpénztárt használta, amit 1733-ban újjászervezett. Igazgatásával egy helytartósági bizottságot bízott meg az esztergomi érsek vezetésével. Az 1730-as években Bél Mátyás Esztergomot közepes nagyságú városnak írja le piactérrel, két templommal, városházával, egy vendégfogadóval. A többi ház polgári használatra épült, némelyik szebb épületet a nemesek emelték. A szűk területen nem volt lehetséges a földművelés, ezért sokan kereskedéssel, kézművességgel, korcsma tartással foglalkoztak. Minden szombaton heti vásárt tartottak, ahol a helyi iparosok céhekbe tömörülve vettek részt. Ez idő tájt épült a vízivárosi plébániatemplom (1728 és 1738 között, tornyai 1788-ban). A belváros és a Víziváros barokk városképe ekkor alakult ki. A 18–19. században, a város újjáépítése és a polgári fejlődés során, egyre nagyobb szerepet kapott a Hévíz területe. A reformkorban itt épült az ország egyik legkorszerűbb gyógyfürdője és szállodája. Ezt az együttest 1909–1912-ben ismét országos szintre emelte a modern átalakítás és bővítés, amely nyomán 1945-ig a Szent István Strandfürdő és a Fürdő-szálloda turisztikai vonzása országos körű volt. Ebben az időben rengeteg fogadó és kertvendéglő nyílt a városban. Az Arany Hajó és a Posta már 1760-ban vendégeket fogadtak, majd nemsokára felépült a Zöld Fához címzett kerthelyiséges korcsma is. 1837-ben nyitott a Magyar Király Szálló, 1845-ben a Szerecsenhez nevű fogadó. A 19. század ismert kertvendéglői a Kis Pipa és a Központi vendéglő.
Az 1760-as évekre a királyi város környéke újra benépesült. Az új, lakott területet kezdetben ferályokra oszották, amelyeket a fertálymesterek, vagy negyedészek irányítottak. A negyedek idővel önálló városrészi neveket kaptak. Így jöttek létre Terézváros (Mai hősök tere környéke), Józsefváros (Mai Ady Endre utca környéke), Ferencváros (Mai Kerektemplom környéke), és Tabán (Az Árok utcától délre). A nevek azt s jelzik, hogy mely uralkodó alatt épült ki teljesen az a városrész.
1761-ben az érsekség visszakapta a várat, ahol két év múlva megkezdték a hatalmas, új egyházi központ kiépítésének munkáit. A Várhegy közepét, a Szent Adalbert és Szent István templomok és várfalak jelentős maradványaival együtt elhordták, hogy helyet nyerjenek az új székesegyház számára.
Az Esztergomi Főegyházmegyéhez 15 vármegye 2500 települése tartozott. 1776-ban az egyházmegyék átszervezésekor Mária Terézia kiszakította a roppant terjedelmű esztergomi főegyházmegyéből a besztercebányai, rozsnyói és a szepesi püspöki megyét, és megszüntette az exemptiók túlnyomó részét.
1790-ben a szent koronát Bécsből Budára szállították. Az út egyik állomása Esztergom volt, ahol február 20-án harangzúgás köszöntötte a menetet és lovas bandériumot. Az egykori Káptalan-ház épületén emléktábla jelzi, hogy itt őrizték Esztergom város és vármegye nemesei a koronát. Bár a napóleoni háborúk közvetlenül nem érintették Esztergomot, a schönbrunni békéig katonai készültség volt a városban. Az első polgármestert az udvari kamara engedélye alapján 1808-ban választották, addig a bíró állt a város élén. A tanács az 1831-es kolera után döntött a városi szegényház felállításáról. Az 1838-as jeges árvíz a szabad királyi város házainak nagy részét összedöntötte, másfél millió forintos kár keletkezett. A kór- és szegényház ezt követően költözött az Aggok házából a Packh János által tervezett épületbe.
A 19. század 30-as éveiben kezdődött meg Hévíz városrész átépítése. 1838-ban elkezdték az ott lévő Hévíz-tó lecsapolását, a meleg vizű források elvezetésére kiépítették a Mala-forrásalagutat, és a termálvízre felépült a környék első szállodája, a Fürdő Szálló, melyben később Kossuth és Széchenyi is megszállt. 1841-ben nyitott meg a helyi értelmiség találkozóhelye, a Központi Kávéház, melyet egy évszázaddal később, még Babits is rendszeresen látogatott. A Víziváros déli végén 1853-ban épült fel a Főszékesegyházi Könyvtár épülete Hild József tervei szerint. Ez Magyarország leggazdagabb egyházi könyvtára ami 127 ezer kötetet őriz.
1848-ban felmerült a királyi város, Víziváros, Szenttamás és Szentgyörgymező egyesítése. A heves ellenállások miatt, csak 1853-tól tartozott egybe a négy város közigazgatásilag és adózási szempontból. Ekkor a megyefőnök közölte a községekkel, hogy az egyesítésre felsőbb hivataloktól utasítást kapott, és ezt 568/1853-as számú rendeletében véglegesen végrehajtotta. Ez az állapot csak 1868-ig állt fent, amikor a vármegye a régi állapotok visszaállításáért folyamodott az országgyűléshez. A királyi városnak ezután csak 8700 lakosa maradt.

### Az érsekség hazatelepülése (1820)
Már az 1723-as országgyűlés is sürgette az esztergomi érseket és a káptalant, hogy térjen vissza ősi székhelyére Nagyszombatból, ahova még 1543 előtt menekült a török elől. Ez azonban csak 1820-ban történt meg. Rudnay Sándor hercegprímás úgy határozott, ismét az ország egyházi központjává teszi Esztergomot. Nagyszabású terveket dédelgetett: a Várhegyet valósággal betakaró épületegyüttest terveztetett, amelynek korabeli makettje ma is látható a Főszékesegyházi Kincstárban. 1822-ben megkezdték a bazilika építését a lebontott székesegyház helyén. A Várheggyel szemben álló Szent György hegyet teljesen elhordták, a Várhegy tetejéről több métert elhordtak. Pénz hiányában végül a komplexumnak csak a legfontosabb részei készültek el: a székesegyház, a szeminárium, a hegy alatt haladó alagút, a Sötétkapu. Az érseki palota és a könyvtár végül nem a Várhegyen, hanem jóval később, már a Vízivárosban épültek fel. 1831-re elkészült a bazilika hatalmas, óegyiptomi stílusban épült altemploma és felhúzták az oldalfalak nagy részét is. Hét évvel később viszont, Packh Jánost, az építés vezetőjét egy rablótámadás során meggyilkolták Budai utcai lakásán, a hercegprímás pedig Hild Józsefre bízta az építkezés vezetését, így neki köszönhető a bazilika végső formája. A szabadságharcot követően Scitovszky János, az újonnan kinevezett érsek türelmetlenül sürgette a főtemplom elkészültét, ezért 1856. augusztus 31-én, jóval az építkezések befejezése előtt felszentelte a templomóriást. A ceremónián maga az uralkodó, Ferenc József is részt vett. Erre az alkalomra írta Liszt Ferenc az Esztergomi misét, amit ő maga vezényelt az ünnepségen.
A város a 19. század elejére fontos regionális piacközponttá vált. Ebben nagy szerepet játszott a dunai kereskedelmi hajózás. Ekkortájt lépett Esztergom a fontos bortermelő városok sorába. Az 1840-es évekre csak Pesten, Nagysurányban és itt működtek új típusú, kéthengeres, amerikai rendszerű hengermalmok száraz lisztőrlési módszerrel. 1841. június 1-jén az Esztergomi érsekség vámszedési jogot kapott az Esztergom és Párkány közötti dunai hajóhídra és az Érsekújvár–Léva közötti országúton fekvő kis-dunai hídra. A vámtárgyakat az érsekség és alkalmazottai, hozzátartozóik, fogataik és a kiváltságosok ingyen használhatták. 1842 tavaszán a repülőhíd helyett az érsekség hajóhidat állíttatott fel. A híd személyzete 6 főnyi legénységből, két pénztárosból, egy révmesterből, két vámcédulaszedő legényből és két ácsból állt. A hajóhíd 267 öl hosszú (507 méter), 27 láb (837 cm) széles volt, és 37 hajón nyugodott. Az Esztergom–Párkány közötti hajóhidat 1849-ben felégették, és 1851. május 29-én nyitották meg újra.
| „                        | Az esztergomi hajóhídnak éppen akkora vámszabálya van, mint a milliókba kerülő Lánchídnak. A magas tarifa gátolja a város fejlődését. Az olcsóbb átkelés miatt például a helyi iparosok kézzel tolják át taligáikat a hajóhídon Párkányba | ” |
| – Esztergomi Újság, 1864 | |   |

## Az 1848–49-es szabadságharc és azEsztergomi értekezlet

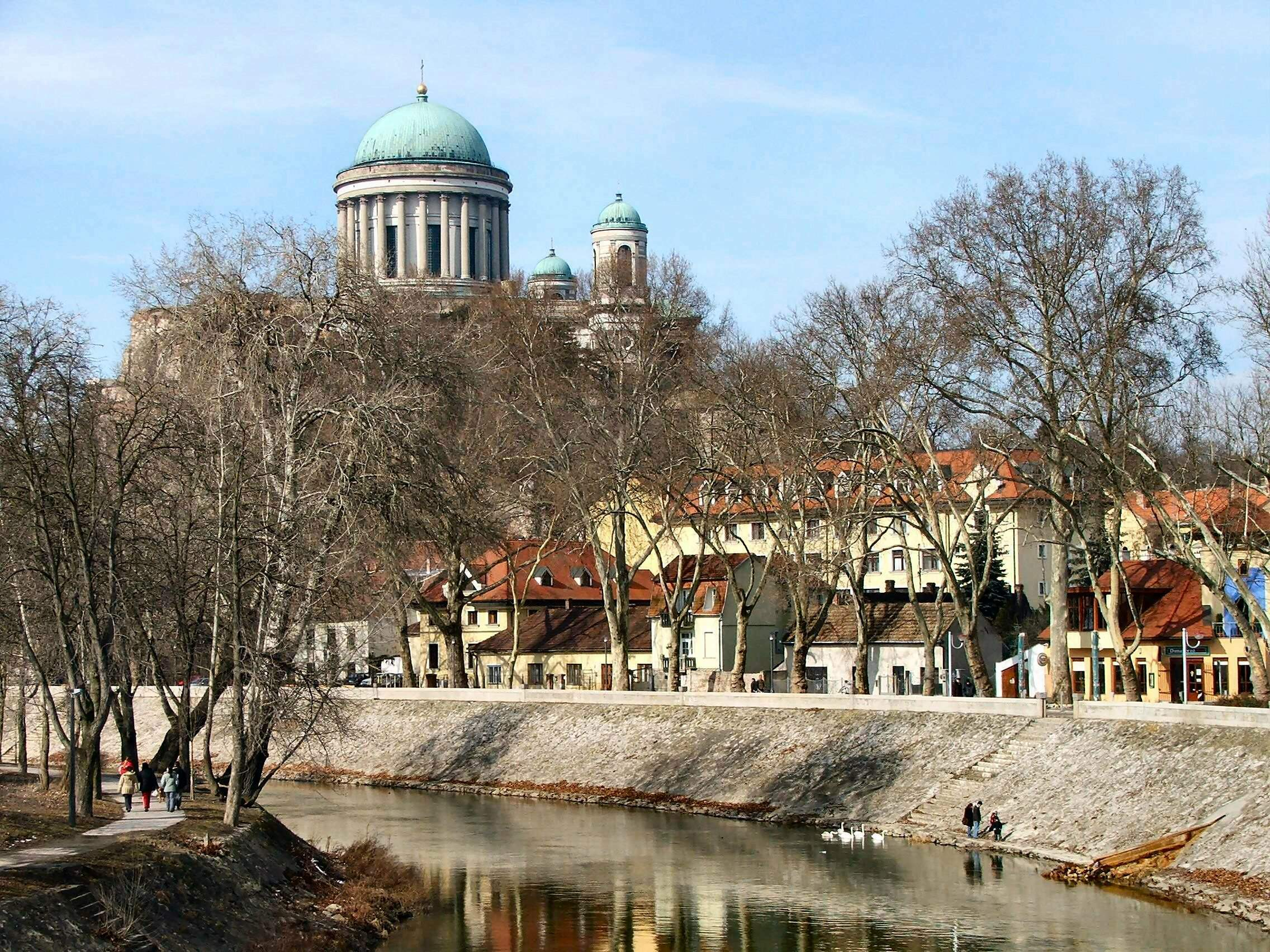
A Kis-Duna a belvárosban

1848. március 18-án Esztergom városa ősgyűlésen üdvözölte a forradalmi változásokat, és vidéken elsőként döntött a nemzetőrség felállításáról, aminek magja a városban működő polgárőrség volt. Napok alatt 1300-an léptek be a nemzetőrségbe, amit Mészáros Lázár hadügyminiszter 8-án Komáromba vezényelt a vár visszafoglalására. A nemzetőrség két százada 500 szekérrel, Besze János őrnagy vezetésével augusztus 10-én indult el, és még aznap megérkeztek Komáromba. Ez annyira meglepte a kis számú őrséget, hogy a felszólításnak engedve feladták a várat. 19-én közgyűlésen kihirdették a cenzúra eltörlését, felolvasták a város országgyűlési követének sebespostán érkezett jelentését, és Esztergom szab. kir. város közönségének elismerését és köszönetét nyilvánító levelét Kossuth Lajosnak.
28-án a megye teljes bizodalmáról biztosította az új felelős kormányt, központi választmány alakult a törvények kihirdetésére, megmagyarázására, a rend fenntartására. Március végén az egyre erősödő zsidóellenes hangulat lecsillapítására Esztergom megye hirdetményben szólította fel a lakosságot a zsidókkal szembeni türelemre. július 13-án Esztergom megye bizottmánya mozgó őrsereg felállításáról határozott, egyben felszólította a puskatulajdonosokat fegyvereik kölcsönadására. Kossuth Lajos elrendelte 650 jól felfegyverzett Esztergom megyei nemzetőr Pozsonyba indítását. 1848 őszén Kossuth Lajos és Széchenyi István is megszállt a városban. Esztergomhoz köthető a szabadságharc szimbólumának tekinthető Kossuth-nóta, az „Esik eső karikára” kezdetű, melyet az esztergomi születésű Hulényi Ferenc írt Kossuth esztergomi látogatására (a dal eredetet vitatott). A legenda szerint viszont a hajóállomásnál az esőben várakozó tömeg ajkán keletkezett a dal, mikor október 18-án Kossuth toborzó körútján Esztergomba érkezett. Kossuth egy éjszakát töltött a Fürdő Szállóban, és másnap tovább utazott a vele érkezett 1500 nemzetőrrel, amit követett 800 esztergomi nemzetőr is. 1849. január 28-án Esztergom megye bizottmánya elhatározta a megyeszékhely Bátorkeszibe való áttételét, ahol egészen április 28-áig ülésezett, így Windischgrätz 1849. január 5-én kardcsapás nélkül bevonulhatott Esztergomba. A szabadságharc alatt Jellasics második hadtestének feladata volt Esztergom, Vác és Pest városainak őrizete, ezért a csapataival hátrébb húzódott. A vármegye párkányi járását nem foglalták el az osztrákok. Itt a lakosság az Habsburgoknak behódolt megyei vezetés helyett újat választott. Ekkor a császáriak újból bevették a várost, de a megyei vezetés még időben Párkányba menekült, és maguk mögött megrongálták a Duna-hidat. Miután az osztrákok bevették Érsekújvárt, a megyei vezetés Komáromba menekült. A császári seregek körülzárták Komáromot, és így Esztergomot nem fenyegették többé a magyar katonák. Ez így is maradt a tavaszi hadjáratokig, amikor is a magyarok megindultak Esztergom és Komárom ellen. Április 19-én megfutamították az osztrákokat, akik Esztergomba visszavonulva teljesen megsemmisítették a hajóhidat maguk mögött. Április 24-ére a császári csapatok kiürítették a várost, és a megyei vezetők az esztergomi megyeházán kihirdették a függetlenségi nyilatkozatot.
A szabadságharc leverése után a legális fórumokon megnyilatkozók többsége olyan eltökélten foglalt állást a negyvennyolcas alapok mellett, hogy az 1860. december 17-én Scitovszky János érsek által egybehívott Esztergomi értekezlet gondosan kiválogatott résztvevői az 1848-as választási törvény alkalmazását javasolták. Az értekezleten Deák Ferenc kivételével a kor csaknem minden szerepvivő alakja megjelent, összesen hetvenhatan.

## Gazdaság és társadalom a szabadságharc után
A szabadságharc után a gazdasági fejlődés lelassult. Ebben az időben a város 58%-a földművelésből élt, az ipar fejletlen volt. Nagy hagyományai a szőlészetnek és a gyümölcstermesztésnek voltak. 1844-ben a helyi értelmiségnek, az érseki udvarnak, a megye és a város vezetésének köszönhetően megalakult a Takarékpénztár, amit az ötvenes évek elején súlyos veszteségek értek. A hatvanas évekre a városban több helyi jelentőségű kisüzemet nyitottak. Fazekasműhelyt, téglagyárat, szeszgyárat, a Vízivárosban a prímási gépgyárat, a királyi városban serfőzdét, ecetgyárat. A Duna mellett számos malom sorakozott. Jelentősebb ipari üzemek nem nyíltak ebben az időben. A városban 55 céh működött 504 fővel, a kereskedők száma 1851-ben mindössze 70 fő volt. A várost hátrányosan érintette, hogy a Bécs–Pest-vasútvonal elkerülte Esztergomot, ehelyett Párkányt és Nánát érintette. Ez meglátszódott a város népességén is. 1820 és 1850 között a város népessége nem nőtt számottevően, viszont megfigyelhető a reformkori elmagyarosodás a lakosság körében. A hivatalnokok és jogászok száma mindössze 112 volt. A királyi város lakossága messze gazdagabb volt a négy társtelepülésénél. A legtöbbet adózó kereskedő a 12. helyet foglalta el a legtöbbet adózók listáján. Az egyházi alkalmazottak nem Esztergomnak, hanem a Vízivárosnak, vagy Szenttamásnak adóztak, míg a megyei tisztviselőknek a városon kívül voltak birtokaik. A hatvanas évekre lendületet kapott a kaszinói élet, sorra alakultak az egyesületek is. Megnyílt a lövészegylet, rendszeressé váltak a hangversenyek, színielőadások. 1867-ben vezényelték Esztergomba a 26-os gyalogezredet a hadkiegészítő parancsnoksággal együtt. 1898 februárjában a soproni 76-os gyalogezred került a városba, míg a 26-osnak csak egy zászlóalja maradt itt.

## Helyi sajtó
A városban az első újság, az Esztergomi Ujság 1863. január 4-én jelent meg. A lapnak tulajdonosa és egyben kiadója Pongrácz Lajos, korábban a Pesti Hírlap honti tudósítója volt. Az újságot négy év múlva követte az Esztergomi Közlöny, majd 1879-ben az Esztergom és Vidéke.

## A Kiegyezés után

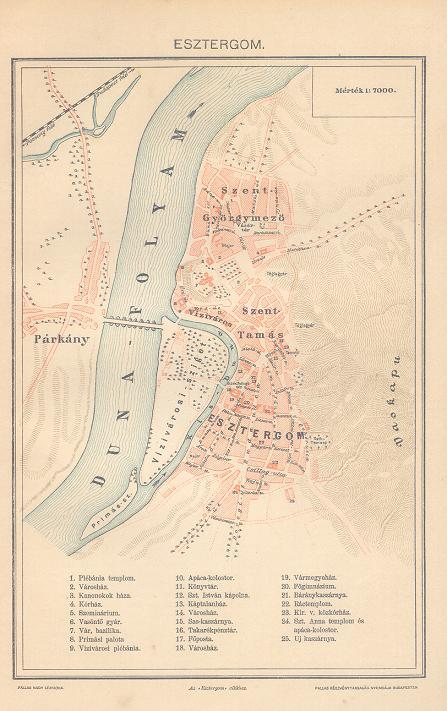
Esztergom, Víziváros, Szenttamás, Szentgyörgymező és Párkány a 19. században. Látható, hogy a mai Prímás-sziget akkor még két különálló sziget volt

1876-ban a 20. törvénycikk értelmében Esztergom törvényhatósági jogai megszűntek, és rendezett tanácsú városként betagolták Esztergom vármegye szervezetébe, mivel a négy testvérváros szétválasztása óta lélekszáma nem érte el a 15 ezer főt, és gazdasága sem volt elég erős. Az elkövetkező évek legfőbb politikai célkitűzésévé a törvényhatósági jogok visszaszerzése vált. A kiegyezés után heves politikai csatározások révén tudták csak elérni, hogy Esztergom és Komárom megyéket ne egyesítsék újra, ez ugyanis hátrányosan érintette volna Esztergomot. Ezután felgyorsult a gazdasági élet fejlődése, és Esztergom számára is egyre sürgetőbb lett, hogy egy állandó híd épüljön Párkány felé. Példaképül Komárom szolgált, amelynek Duna-hídja már megépült. Esztergomban azonban nehézséget okozott a vámszedési jog. Az érsekség az új hídon is vámot akart szedni, az állam illetékesei azonban azt mondták: miért építsenek ők hidat, ha nem élvezhetik annak hasznát. A nehézséget a volt tanár, Vaszary Kolos és tanítványa, Baross Gábor, történelmünk legnevezetesebb közlekedési minisztere hárította el. Megegyeztek abban, hogy a prímás „a közérdek érvényesülése érdekében” az érsekség nevében lemond annak évszázados jogáról és ezzel az évi kereken tízezer akkori forint-jövedelemről. A kormány ennek ellenében magára vállalta az új, állandó híd megépítésének a terhét. Az 1890-es évekig csak az Esztergom vidéki és Sopron vidéki szénkitermelés volt jelentős. Az esztergomi szénmedence azonban az 1890-es évekig nem kapott vasutat, így fejlődése megállt. 1881. május 16-án Esztergomban alakult meg a Magyar Szent Korona Országai Vörös-Kereszt Egylet gróf Károlyi Gyula elnökletével. A Vöröskereszt a Simor János által alapított úgynevezett Vöröskereszt Kórházat működtette. Szintén Simor jóvoltából 1883-ra készült el a prímási palota, amiben helyet kapott az érseki könyvtár, a Keresztény Múzeum és a Főszékesegyházi Kincstár. 1891-ben készült el az Esztergom–Almásfüzitő-vasútvonal. Telefon 1893 óta működik a városban. Miután 1895-ben átadták a Budapest–Esztergom vasútvonalat is, az esztergomi szénmedence kitermelése újra felzárkózott a legtöbb szenet adó bányák sorába. Ugyanebben az évben, szeptember 28-án adták át a Mária Valéria hidat is Esztergom és Párkány között. Ez javított a város periférikus elhelyezkedésén, élénkítette a piac forgalmát, és szorosabbra fűzte a két település viszonyát.

### Esztergom egyesítése a társközségekkel

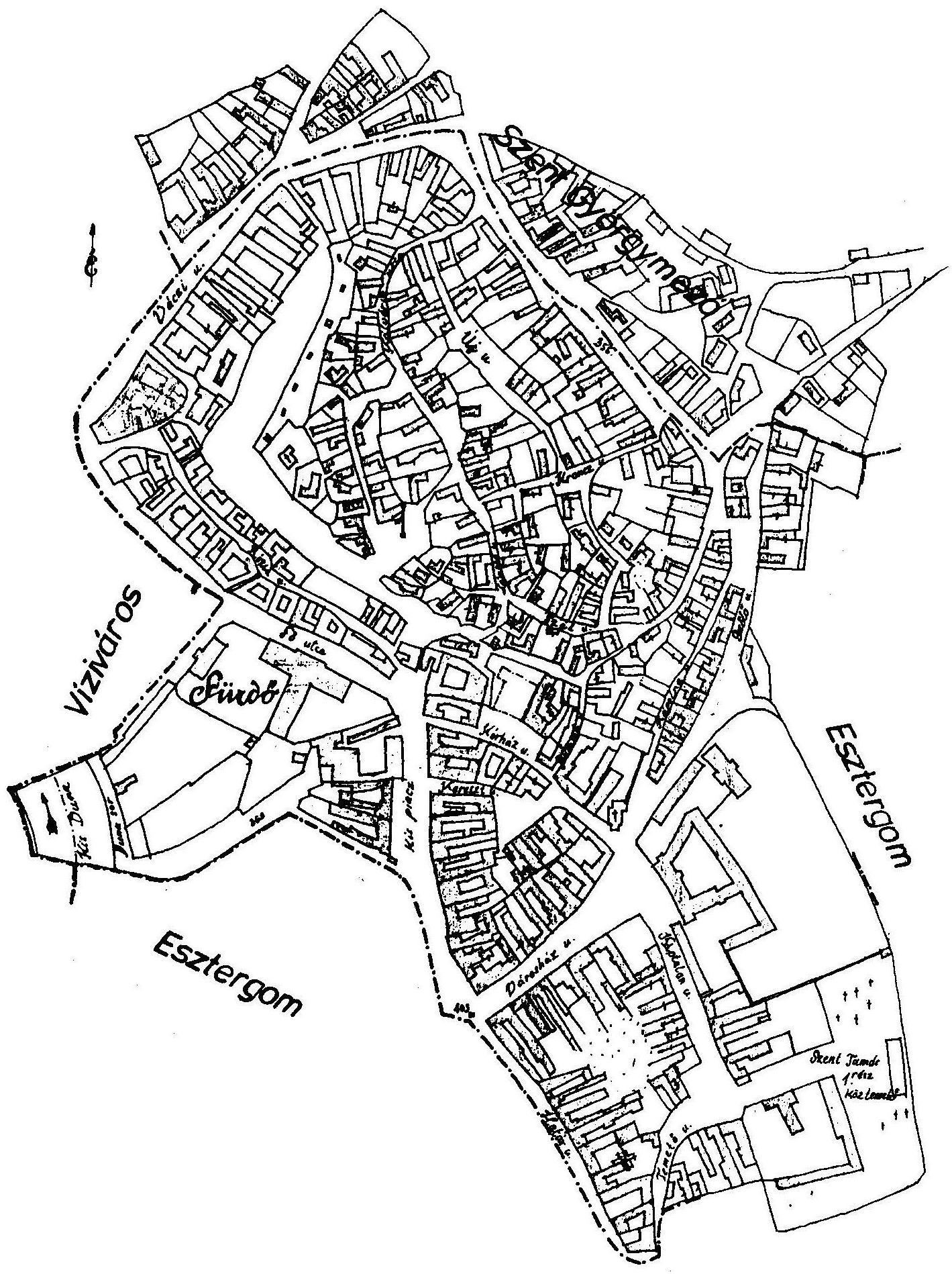
Szenttamás nagyközség térképe 1886-ból

1890-ben Simor János érsek újra felvetette Esztergom város, és a szomszédos három település, Víziváros, Szenttamás és Szentgyörgymező egyesítését a városi képviselő-testület ülésén. A négy települést már 1850. október 1-jén egyszer egyesítették egy időre, de a vármegye és a társtelepülések kérésére szétválasztották őket. A korábbi évek hibáiból tanulva Helcz Antal, polgármester először a többi településsel egyeztetett, és a város csak utána tárgyalt az egyesítésről. A részletesen kidolgozott tervezetet először Szenttamás közgyűlése fogadta el 1894. július 29-én. Az Érseki Vízivárosban egyhangúlag az egyesülés mellett szavaztak, de Szentgyörgymező kemény feltételeket szabott, amiket 35 pontba foglaltak. Ezek olyan követeléseket tartalmaztak, mint a falu főutcájának lekövezése, (Addigra Esztergom város utcái mind ki voltak kövezve, Szentgyörgymezőn egyáltalán nem), új sertéspiac, posta nyitása, új közkutak építése, a mezőváros katolikus iskolájának önállósága, Szenttamással közös hegymester, új ipartelepek, gyárak létesítése, az éjjeli őrség létszámának növelése. A pontok betartása mellett szeptember 6-án Szentgyörgymező is aláírta a belügyminiszternek készített feliratot, melyre 1895. január 13-án érkezett meg a hozzájárulás. Ezek után megalakulhatott az újonnan egyesített város testülete Andrássy János elnökletével. Ekkor a királyi városban 1063, Szenttamáson 308, Szentgyörgymezőn 305 a Vízivárosban 163 ház volt. Az egyesített város lakossága így meghaladta a 18 ezer főt, törvényhatósági jogát mégsem kapta vissza. 1920-ra a házak száma 2066-ra emelkedett.
A város társadalma ezután sem lett egységes. Városrészenként változott az emberek életkörülménye, társadalmi helyzete. A királyi városban hivatalnokok, a Vízivárosban a papság, a Duna mellett tímárok, molnárok, halászok, Szentgyörgymezőn 80%-ban földművesek, Szenttamáson iparosok, Tabánban és a külvárosok többségében szintén földművesek éltek.
1902-ben Vaszary Kolos prímás anyagi támogatásával megnyílt a kórház, ami a Vaszary Kolos Kórház nevet kapta.
Az Esztergomi Járásbírósági Fogház épülete 1903-ban készült el. A villamostelep 1904-ben épült meg a városban, de 1906-ig csak petróleumlámpával, és gazolinnal történt a közvilágítás. A tízes évek elején több mozi és múzeum is nyílt a városban. Esztergomban mutatták be az első olyan filmet, amit fonográfról hang is kísért. A vetítést Csernoch János prímás is megtekintette. 1912-ben itt létesült az ország első fedett uszodája, ahová a fővárosból is érkeztek vendégek. 1914-ben kezdtek neki a mai Kis-Duna sétány kialakításának.

## Az első világháború
A háború alatt Esztergom-Táborban állították fel Magyarország legnagyobb hadifogolytáborát 1914. augusztus 27-én. A barakkokban egyenként 600 ember fért el. Összesen kétmillió ember raboskodott itt, és több mint 70 ezren haltak meg, nagyrészük a szerb foglyok között kitört kolerajárványban. A tábor állandó létszáma 100–120 ezer fő volt. (Bővebben: Esztergom-Kertváros)

## A város a két világháború között

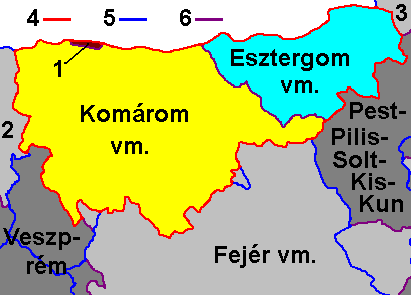
A határokon belül maradt megyék 1923-ban

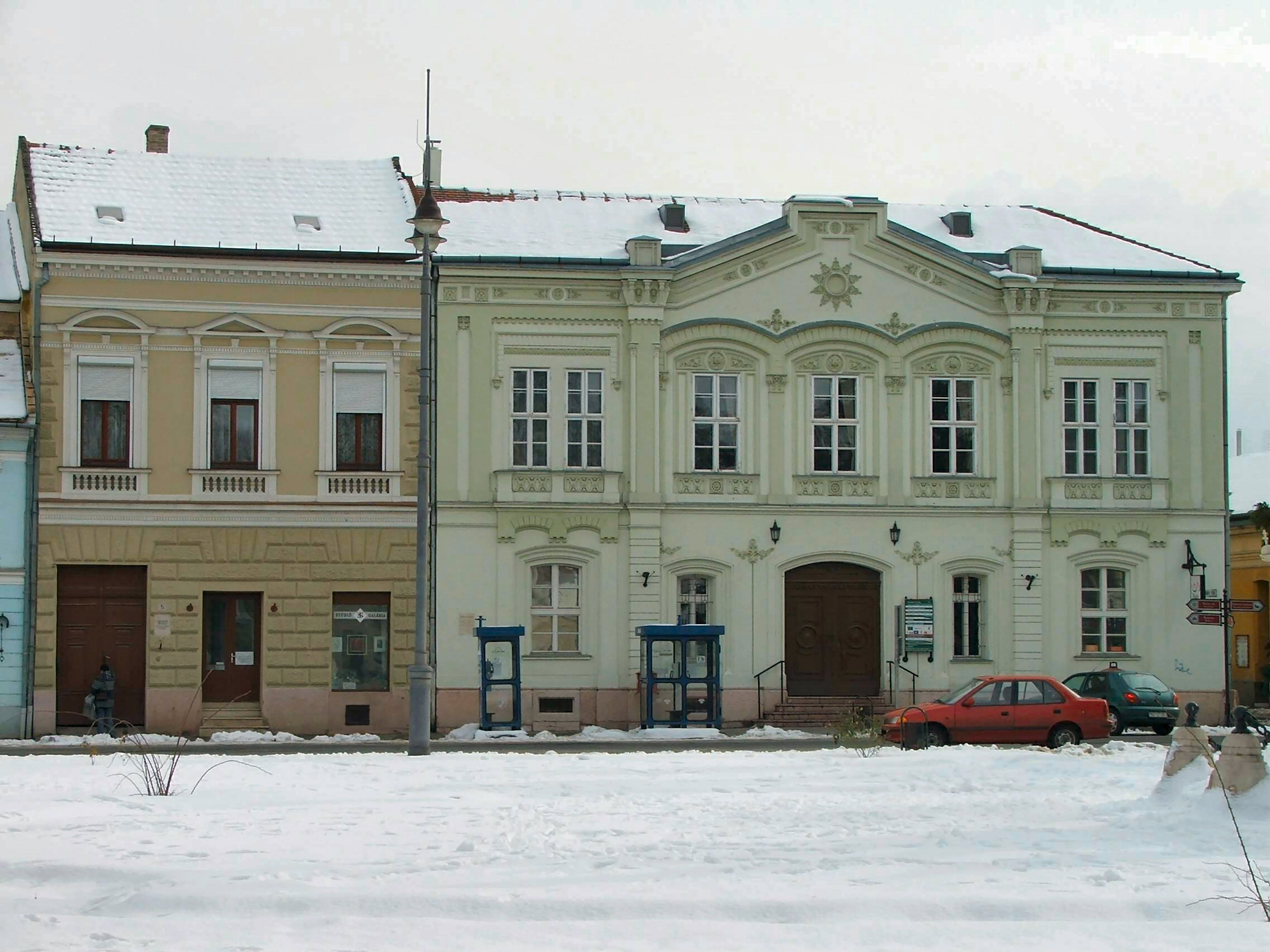
A Posta épülete a Széchenyi téren

1919 május végén és június 1-én a Tanácsköztársaság katonái kétszer is elfoglalták Párkányt és Nánát. Az első támadás sikertelensége után a csehszlovák tüzérség ágyúzta Esztergomot, de nagyobb anyagi kár nem keletkezett. A 200 lövedék azonban egy személy életét követelte.
A trianoni békeszerződés után Esztergom elveszítette vonzáskörzetének nagy részét, amit csak tetézett az, hogy 1919-ben a Mária Valéria híd Párkány felőli ívét légionáriusok lerombolták, és ezt csak 1927-re javították ki. Másodszor 1944-ben a visszavonuló német csapatok a három középső nyílást robbantották fel. A második rombolás nyomai több mint fél évszázadig láthatók voltak. Ez nem csak határvárossá tette Esztergomot, hanem közlekedési zsákutcává is. 1923-ban az anyaországon belül maradt Komárom és Esztergom megyéket egyesítették Komárom és Esztergom közigazgatásilag egyelőre egyesített vármegye néven, aminek Esztergom lett a székhelye. A lakásínség enyhítésére építették fel a Lőrinc utcai megyei bérpalotát a megnövekedett vármegyei tisztviselőkar számára.
1929-ben megyei városi rangot kapott. Ennek értelmében a városi tanácsot a polgármesteri hivatal váltotta fel. A munkanélküliség miatt sokan elköltöztek, vagy a dorogi bányákban találtak munkát. A világháború után a város mégis terjeszkedett dél felé, és lakossága is lassan nőtt. Az egykori laktanyák és hadifogolytáborok mellett, kezdett kialakulni a mai Esztergom-Kertváros. A legnagyobb városi bevételek az erdőkből származtak, mivel gyárak nem működtek, és a lakosság szegényen élt. A kiutat a 30-as években a turizmus jelentette. A városvezetés igyekezett megőrizni Esztergom műemléki jellegét. Uszodát építettek, 1926-ban az amerikai Speyer kölcsönből kiépítették a vízvezetékrendszert és 1934–36-ban Lepold Antal vezetésével megkezdték a királyi vár feltárását. A Várhegyen a régi idők várfala, vármagasulata megmaradt, de jobbára csak egy kiemelkedő várfaltömbnek látszott az egész. A legmagasabb kőtömbegyüttes tetején egy viszonylag nagy rádióantenna állt, a vár jelentős részét pedig még akkor temették be, amikor megkezdték a bazilika építését. Az ásatások és az 1938-as Szent István emlékév ismét Esztergomra terelték a figyelmet. A városban egy mozi és 57 kocsma működött. Esztergomban 1934-ben indult be a repülőgépgyártás, ami 1936-ban nagy lendületet vett idősebb Rubik Ernő vezetése alatt. (Részletes történethez lásd: Esztergomi repülőtér!)
Az első bécsi döntést követően 1938-ban újjá alakult a történelmi Esztergom vármegye. Ez újra életet lehelt a királyvárosba, ahova rengeteg lakás- és munkakereső érkezett. A sok bevándorló hatalmas lakáshiányt okozott, ami a háborúig tartott. 1924-től 1941-ig az esztergomi Előhegyen töltötte nyarait Babits Mihály. A költő háza az ország irodalmi életének egyik gyújtópontja volt. Jelenléte Esztergom szellemi életére nagy hatással volt. Ma a nyaraló múzeumként működik. A nemzeti bizottságok hosszas vitái nyomán 1945. augusztus 28-án ismét Esztergomban alakult meg Komárom-Esztergom vármegye Törvényhatósági Bizottsága. 1941-ben, már az első bécsi döntés után állami szinten is felmerült Esztergom, Dorog és Párkány egyesítése (Pesthez, Budához és Óbudához hasonlóan), de ez meghiúsult.

## A második világháború alatt
A második világháború alatt három hónapig tartó utóvédharcok színtere volt. A város ezalatt háromszor cserélt gazdát, és tizennégy légitámadás érte. 1944 karácsonyán elfoglalták a szovjet csapatok, a német ellentámadás 1945 január 7-én visszafoglalta. 1945. február 19-20-án az amerikai légitámadás során két ház leégett. 87 ház súlyosan megsérült, 430 ház pedig kismértékben sérült meg. 81-en meghaltak, 38 súlyos és 98 könnyű sérülés volt.
- A bombázások és folyamatos utcai harcok következtében a 3145 „tulajdonképpeni lakóépületből” 2346, a 95 egyházi és középületből 92 megsérült. A vízvezeték-hálózatot 27 helyen, a csatornahálózatot 3 helyen szakították át a robbanások. A Duna-hidakat a visszavonuló németek felrobbantották. A 32 ipari célt szolgáló épület közül 2 elpusztult, 20 pedig megsérült. A repülőtér gépeit a németek elszállították, a város legnagyobb malma, a Káptalani-malom leégett.
- 1945. III. 16-a és 28-a között a szovjet csapatok ismét megszállták Esztergomot.[26]

Az elektromos hálózat csak 1945 júniusában állt helyre. A világháborút követően a várost a kormány hivatalosan is romvárossá nyilvánította. A keletkezett épületkár 15,4 millió pengő volt.

## A szocializmus évei

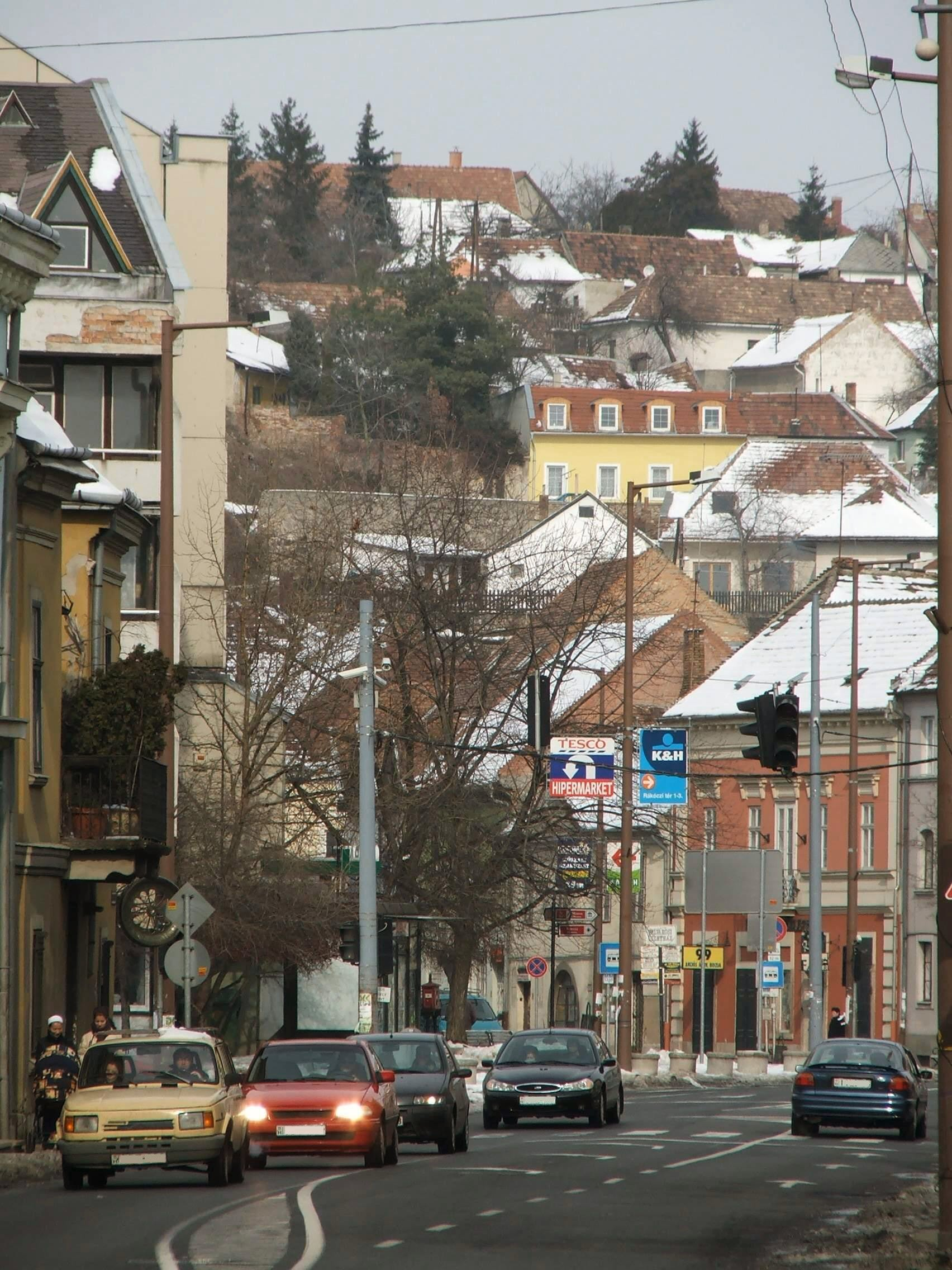
A belváros 2007-ben

A második világháború után a kommunista hatalomátvételt követően Esztergomban még egy ideig kisgazda polgármester volt dr. Bády István személyében. Többek között ez is oka volt annak, hogy Esztergom a „reakciós város” elnevezést kapta. A város 1950-ig volt megyeszékhely, az 1950-es megyerendezés során ugyanis a megye székhelye a sokkal jobb fekvésű és az 1947-es egyesítése óta mintegy másfélszer népesebb Tatabányára került. Ezzel együtt az addigi Komárom-Esztergom megye elnevezése Komárom megyére egyszerűsödött. Esztergom városi bevételeinek nagy részét Tatabánya építésére és fejlesztésére vonták el. Az Esztergomi járás székhelyét a járás nagy részéről jobban megközelíthető Dorog nagyközségre helyezték, a járás nevét pedig Dorogi járásra változtatták. A város ezután is megmaradt egyházi központnak, a legfontosabb egyházi tisztségeket a kommunistákkal együttműködő úgynevezett „békepapok” tölthették csak be, akik ÁVO-s ellenőrzés alatt álltak.
1950. július 6-án Bády István az őt ért támadások miatt lemondott a polgármesteri címről. Utána már csak két megbízott polgármester volt, akiket csak azért neveztek ki, hogy a tanácsrendszerre való áttérést végrehajtsák. 1951-ben, a város minden, király, prímás és szent nevét viselő utcája más nevet kapott. Az utcaelnevezések lázában egyre jobban kiütközött a város elleni gyűlölet. Ekkor merült fel Esztergom és Dorog egyesítésének gondolata is. Ezek után nem meglepő, ha az esztergomiak nagy része gyűlölettel nézett a kommunista vezetőkre és 1956-ban az első vidéki városok között állt a forradalom mellé.
Esztergomot az 1950-es években „katonavárosként” is emlegették. A 7. gépesített hadosztály törzse a Főszékesegyház melletti szemináriumi épületben volt elhelyezve, amelyben egykor a klérus tagjai laktak, illetve itt folyt a papok képzése is. A másik laktanya az előbbivel szemben álló épületben lett elhelyezve, ahol a kiegészítő parancsnokság székelt. Ez szintén az egyházé volt korábban. (1956 után a Mechanikai Mérőkészülékek Gyára (MEDICOR) nyert itt elhelyezést). A harmadik (Bottyán) laktanya a város szívében helyezkedett el, ahová a forradalom után a Szemüvegkeretgyár (később: Granvisus költözött át. Ennek helyén alakult meg 1961. január 1-jétől az Esztergomi Műszeripari Művek. Volt még két laktanya Esztergom-Tábor felé is, a Dobogókői útnál, az úgynevezett Csalamádé temető mellett.

### Az 1956-os forradalom
Az ötvenes években az Ószeminárium épületében volt a Hadosztályparancsnokság, ahol akkor a 7. gépesített hadosztály parancsnoksága állomásozott, de a városban állomásozó csapatok más laktanyákban voltak elhelyezve. A városba már 23-án megérkeztek a hírek a forradalomról. Ez volt az utolsó tanítási nap több iskolában is, ezután a diákok és tanáraik csak a kialakult helyzetről beszélgettek. Az esztergomi hadosztály jelentős részét Budapestre vezényelték. A következő nap békésen telt el, de már este megkezdődtek a tüntetések. Október 25-én fáklyás felvonulást tartottak a Hősök terén. Másnap nagyobb tömeg gyűlt össze a Széchenyi téren, ahol elfoglalták a városházát, amiről lekerült a vörös csillag, a nagyteremben lévő Rákosi-szobrot kötélen leeresztették a tömegbe, majd összetörték. A tér másik végén lévő megyei börtönből pedig kiszabadították a rabokat.
A hadosztályparancsnokság ablakaiban géppuskák és golyószórók voltak fölállítva, de 1956. október 26-án egyetlen orosz katona sem tartózkodott a városban. A parancsnokságot magyar ávósok védték. Aznap öt tank indult el Esztergom-Táborból a belvárosba az épület védelmére. Az egyik tankot a tömeg a Mártírok útján (ma Lőrinc utca) elfoglalta úgy, hogy kockaköveket tettek a lánctalpak közé, így mozgásképtelenné tették a járművet. A Sötétkapu irányába 1000 – 1500 fős tömeg haladt, utána pedig három fölzászlózott busz. Az első busz vezetője többször is megállt, mert a Sötétkapu környéke honvédségi terület volt, és tilos volt a behajtás. Az utasok közölték a vezetővel, hogy haladjon tovább, hiszen fegyvertelenek, és csak a forradalom 16 pontját akarják felolvasni. Az emberek egymást bátorították, hogy menjenek át az alagúton. A Sötétkapu előtt 25 méterrel felállított sorompónál a katonák megállították a tömeget, később pedig parancsra visszavonultak az épületbe. A forradalmárok utánuk indultak a 80 méter hosszú alagúton keresztül, élükön az első autóbusszal. A Sötétkapu másik végén álló T–34-es tank állítólag figyelmeztető lövést akart leadni a kapu belső bejárata felőli oszlopra, de a lövedék gellert kapott, és a busz hátulját találta el, az eleje sértetlen maradt. A buszra lőtt, füstölgő lyukon keresztül kezdtek visszafelé menekülni az utasok. Azokat, akik a buszon maradtak, később őrszobára kísérték, de még aznap haza is engedték őket.
A tankot vezető tizedes rosszullétre hivatkozva nem hajtotta végre a tűzparancsot, ezért felettese lőtt a tankkal. Ezután lövöldözés tört ki, aminek 14 halálos áldozata (csak a Sötétkapuban) és 60 sebesültje lett. Egy másik tank egy közeli trafikra lőtt, ami mögül MUSZ-osok lövöldöztek a sebesülteken segítő katonákra. A lövöldözés áldozatainak nevét 1989 óta emléktábla őrzi, ami 2006-ig az alagút belsejében állt, utána pedig a Szeminárium épületével szemben, a Sötétkapu bejáratánál kapott helyet egy új 56-os emlékművel együtt.

## A rendszerváltás után

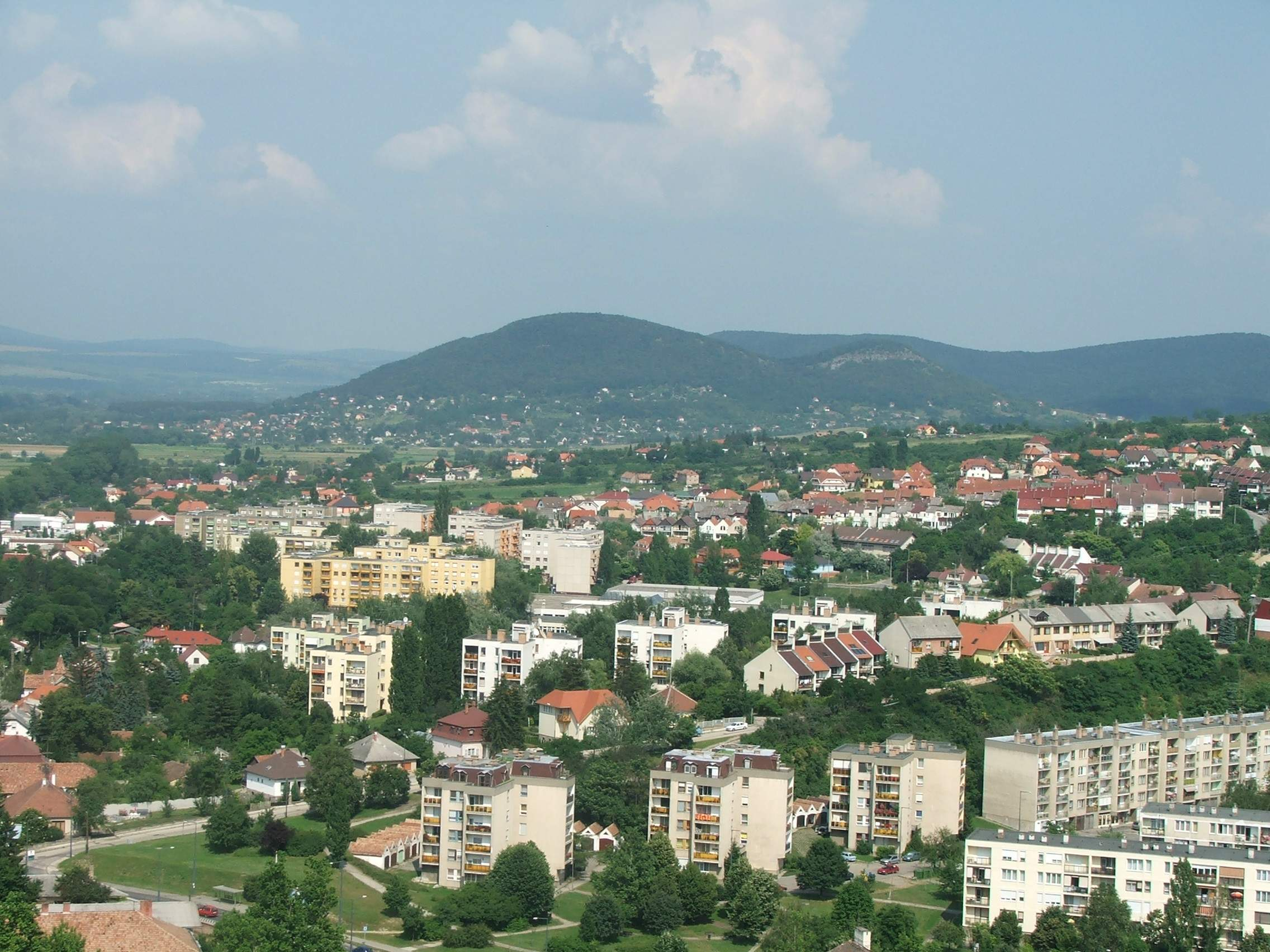
A Béke tér és a Bánomi lakótelep, a háttérben Szamárhegy

A rendszerváltás után Esztergom újra fejlődésnek indulhatott. A város azóta próbálja visszaszerezni országos szerepét. Esztergom lett a Magyar Köztársaság Alkotmánybíróságának hivatalos székhelye. A tervek szerint a testület a Sándor-palotában működött volna. Mivel az Alkotmánybíróság nem költözött ténylegesen a városba, ezért 2011-ben a Parlament Budapestet jelölte ki székhelyéül. A kilencvenes évek elején Esztergomba települt a Magyar Suzuki Rt., ami segítette leszorítani az addigi, viszonylag magas munkanélküliséget. Itt alakult meg Magyarország első klasztere, a Közép-magyarországi Autóipari Klaszter. Az egyház szerepvállalása, jelenléte sokat nőtt. Egyházi fenntartású középiskolák, intézmények nyitották meg kapuikat, valamint milliárdos beruházások keretében felújításokat végeztek több újra egyházi tulajdonba került épületen. 1991-ben temették újra Mindszenty Józsefet a bazilika altemplomában, és ugyanebben az évben Esztergomba látogatott II. János Pál pápa is. 1995-ben egész éves rendezvénysorozattal ünnepelte a város egyesítésének 100. évfordulóját. 2000-ben a város lett a millenniumi rendezvénysorozat egyik fő helyszíne. A királyi vár rekonstrukciója ekkora készült el. 2001-ben, Nagyboldogasszony napján ünnepélyes keretek közt a városba érkezett a Szent Korona.
A 2000-es években olyan idegenforgalmilag fontos épületek újultak, mint az Özicseli Hadzsi Ibrahim-dzsámi, a Malom-bástya, az egykori Rochlitz-patika, a Szent Adalbert Központ vagy a bazilikát körülölelő kanonoksori épületek. Jelentős iparággá fejlődött a turizmus. Évi másfél milliónyi turista érkezik, főleg a Várhegyere és a Királyi városrészbe, ahol 2006-ban ezért épült át a Széchenyi tér.
A Mária Valéria híd 2001-es újjáépítése óta Esztergom megszűnt közlekedési zsákutca lenni, és fontos, Budapesthez közeli határátkelőhely lett Szlovákia felé. Közvetlenül a híd újjáépítésének köszönhető az Ister-Granum Eurorégió megalakulása, ami segített visszanyerni Esztergom határon túli vonzáskörzetét. A népesség száma ismét növekedésnek indult. KSH-adatok szerint – a rendszerváltás óta először – 2005 során újra átlépte a harmincezer főt. A legfrissebb adatok szerint a város jelenlegi lakónépessége 28 642 fő (2024. jan. 1.) +/-.